# Équipe cycliste Decathlon AG2R La Mondiale
L'équipe cycliste Decathlon AG2R La Mondiale (officiellement Decathlon AG2R La Mondiale Team) est une équipe française de cyclisme professionnel sur route. Elle est créée en 1992 par Vincent Lavenu. Elle porte ce nom depuis 2024, succédant à Chazal, Casino, AG2R Prévoyance, AG2R-La Mondiale et Ag2r Citroën Team. Dès 2026, l'équipe sera dénommée Decathlon-CMA CGM. Elle a notamment compté dans ses rangs le sprinter estonien Jaan Kirsipuu, qui y a apporté 124 succès en douze ans dont quatre étapes du Tour de France et la Coupe de France 1999. L'équipe prend son essor sous le nom de Casino en 1997, avec notamment les succès d'Alberto Elli au Grand Prix du Midi libre, de Christophe Agnolutto au Tour de Suisse et de Stéphane Barthe au championnat de France. Elle se hisse parmi les meilleures équipes mondiales (2e du classement UCI) en 1998, avec des succès majeurs : Jacky Durand à Paris-Tours, Bo Hamburger à la Flèche wallonne, Rolf Jaermann à l'Amstel Gold Race. Cette saison révèle également le Kazakh Alexandre Vinokourov, lauréat du Critérium du Dauphiné libéré 1999. AG2R connaît ensuite des années moins fastes, avec une descente en deuxième division en 2001. Elle intègre le ProTour en 2006, emmenée par Christophe Moreau, champion de France et vainqueur du Critérium du Dauphiné libéré en 2007. Au cours des années 2010, Jean-Christophe Péraud et Romain Bardet montent sur le podium du Tour de France, tandis que Carlos Betancur gagne Paris-Nice en 2014.
En 2022, Vincent Lavenu vend l'équipe à AG2R La Mondiale. Lavenu est ensuite écarté de la direction et nommé directeur sportif. Le 21 août 2024, Lavenu se voit notifier son licenciement de l'équipe.

## Histoire de l'équipe

### 1992-1995: des débuts modestes avec Chazal
À sa création en 1992, l'équipe a pour sponsor principal l'entreprise Chazal, gérée par un charcutier du Jura, Alain Chazal. Celle-ci a été démarchée par Vincent Lavenu, qu'elle a sponsorisé en 1990 et 1991 lorsqu'il était coureur professionnel individuel. Chazal s'est engagé à la condition que d'autres entreprises participent au financement de l'équipe. En 1992, le budget atteint environ 2,4 millions de francs avec l'apport de 300 000 francs de la société de produits de beauté Vanille et mûre, et celui plus faible de la marque d'accessoires cyclistes Vetta. L'équipe est composée de douze coureurs, dont le Suisse Jocelyn Jolidon, premier vainqueur de l'histoire de l'équipe lors de la deuxième étape du Tour du Vaucluse en mars. En septembre, Jaan Kirsipuu, un jeune sprinteur estonien devient stagiaire et remporte la première étape de Paris-Bourges, devant Olaf Ludwig un sprinteur confirmé. Il deviendra l'une des figures majeures de l'équipe.
En 1993, Chazal reste le sponsor principal de l'équipe. Les sponsors secondaires sont Vetta et la société de cycles MBK en 1993. Éric Caritoux, vainqueur d'un Tour d'Espagne et ancien double champion de France, est recruté. Chazal-Vetta-MBK participe pour la première fois au Tour de France. En 1994, le fabricant de chaînes à neige König devient sponsor secondaire. Sans réels coups d'éclats sportifs, la saison est cependant marquée par un bon Critérium du Dauphiné libéré (trois coureurs dans les dix premiers, dont Artūras Kasputis troisième du général), ce qui permet à l’équipe de participer de nouveau au Tour de France.
1995 voit l'arrivée d'un nouveau sponsor : Germond SA. Caritoux prend sa retraite, tandis que trois des meilleurs coureurs français arrivent : Jean-François Bernard, Bruno Cornillet et Gilles Delion. Ils n'obtiennent pas les résultats attendus et l'équipe participe au Tour d'Espagne en plus du Tour de France, afin de convaincre un repreneur, Chazal ayant décidé de se retirer à la fin de l’année.
Cependant, l'équipe se retrouve en fin de saison sans sponsor avec une demi-douzaine de coureurs qui font encore confiance à Vincent Lavenu.

### 1996-1999: les années fastes avec Casino
Toujours sans financement courant janvier 1996, Vincent Lavenu décide de lancer une souscription auprès des supporters de l’équipe pour lever des fonds. Il signe également un accord de partenariat avec l'enseigne de supermarchés de proximité Petit Casino. Cela lui permet de faire signer Armand de Las Cuevas, un des meilleurs coureurs français qui sort d'une saison ratée. L'année est marquée par la performance d'Artūras Kasputis au Critérium du Dauphiné libéré (victoire d’étape et plusieurs jours leader). L'équipe n’est finalement pas retenue sur le Tour, tandis que de Las Cuevas est hors de forme tout au long de la saison. Petit Casino-C'est votre équipe participe de nouveau au Tour d'Espagne où Pascal Chanteur et Fabrice Gougot terminent dans les trente premiers. Le groupe Casino décide d'augmenter considérablement sa participation à la fin de l'été, permettant notamment le recrutement du Suisse Pascal Richard, récent champion olympique.

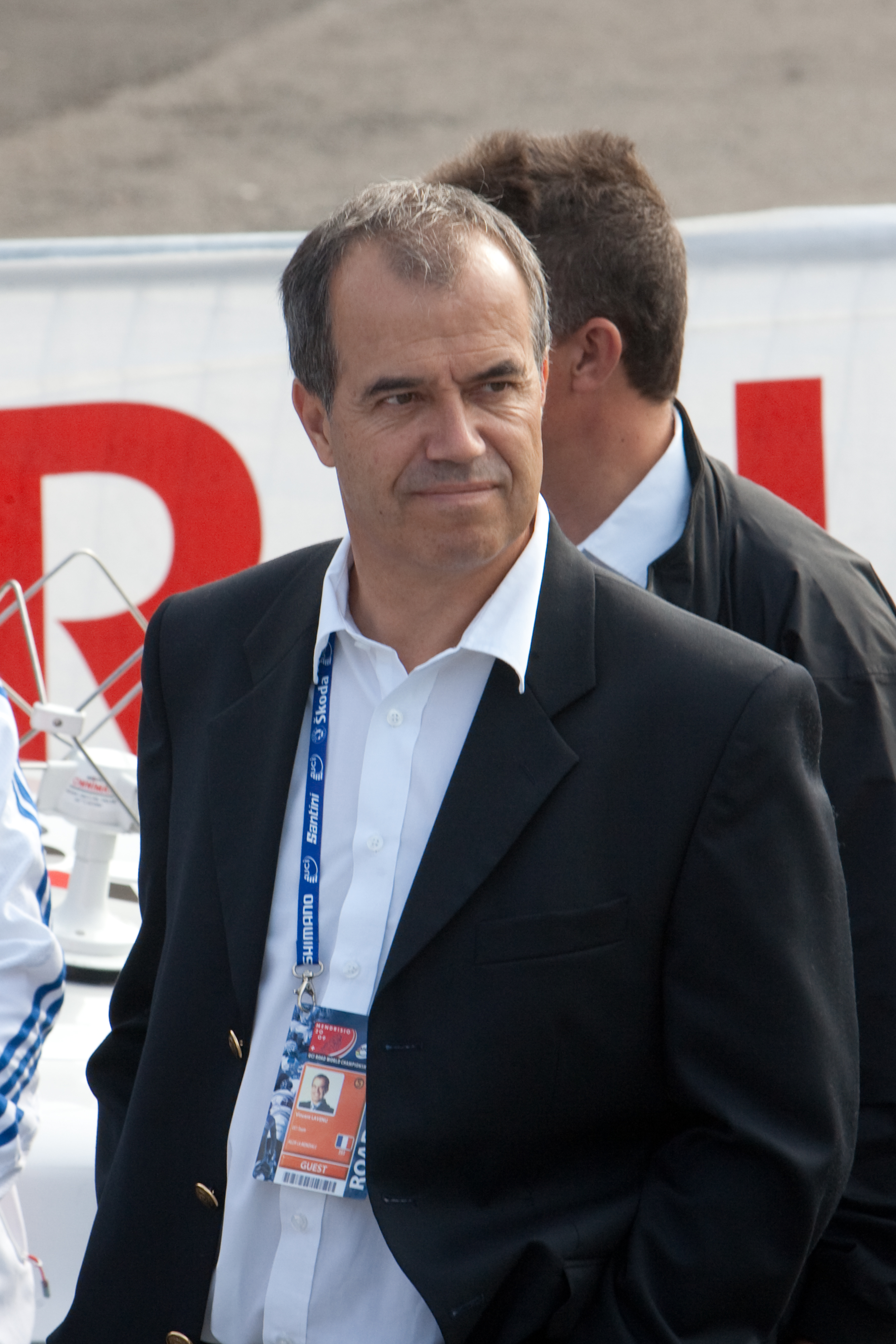
Vincent Lavenu en 2009

L'année suivante, pendant que Casino accroît son financement, l'assurance AG2R Prévoyance devient le deuxième sponsor et apparaît sur les maillots de l'équipe. L'équipe double ainsi son budget, qui passe à 25 millions de francs. D'autre part, visant sur le long terme, l'équipe devient partenaire du club L'EC Saint-Étienne Loire. Outre Pascal Richard, de nombreux coureurs confirmés arrivent : Jacky Durand, Alberto Elli, Rolf Jaermann ou Rodolfo Massi. Dès le début de saison, Massi gagne le Tour du Haut Var et Elli se classe deuxième de Milan-San Remo, battu au sprint par Erik Zabel. Christophe Agnolutto apporte la plus grande victoire de l'équipe, avec son succès au général du Tour de Suisse, grâce à une échappée au long cours et une résistance face aux favoris lors des étapes montagneuses. Stéphane Barthe crée la surprise en devenant champion de France, tandis que Jaan Kirsipuu, grâce à sa régularité apparaît comme l'un des meilleurs sprinteurs du peloton. À la fin de l'année, l'équipe, qui se classait les années précédentes autour de la 30e place au classement UCI, réalise un bond en avant avec une douzième place mondiale.
En 1998, l'équipe est renommée Casino et réalise la meilleure saison de son histoire. Elle totalise 65 victoires avec 16 coureurs différents, réparties sur toute la saison de janvier à octobre. Ses principaux succès sont le Grand Prix La Marseillaise (Marco Saligari), la Flèche wallonne (Bo Hamburger), Tirreno-Adriatico et l'Amstel Gold Race pour Rolf Jaermann (première victoire en Coupe du monde), ou encore Paris-Tours (Jacky Durand). Elle prend part aux trois grands tours et obtient ses premiers succès d'étapes : Durand et Massi au Tour de France et Kirsipuu à la Vuelta. Sur le Tour, Bo Hamburger porte le maillot jaune durant une étape. L'équipe remporte le classement par équipes de la Coupe de France. Elle se classe au deuxième rang mondial à la fin de l'année et à la troisième place de la Coupe du monde.
Les meilleurs coureurs de l'équipe quittent la formation en 1999. L'affaire Festina et l'interpellation de Massi en plein Tour de France 1998, ont mis un frein à l’investissement de Casino. Le Kazakh Alexandre Vinokourov, vainqueur de six courses en 1998, devient le leader pour la saison 1999. Celui-ci confirme les attentes en gagnant sept épreuves, dont le Critérium du Dauphiné libéré. Mais, c'est Jaan Kirsipuu qui se montre le plus prolifique. Il obtient un record de 18 victoires, dont sa première victoire d'étape sur le Tour de France, où il est également six jours maillot jaune. Benoît Salmon termine seizième et meilleur jeune de la course. Parmi les autres succès marquant figurent le Grand Prix du Midi libre pour Salmon, deux étapes de Paris-Nice et le titre de champion de France du contre-la-montre pour Gilles Maignan.

### 2000-2005: arrivée d'AG2R et victoires d'étapes sur le Tour de France

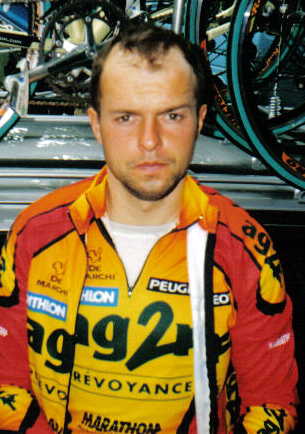
Avec ses 124 succès obtenus, le sprinteur estonien Jaan Kirsipuu a marqué l'histoire de l'équipe.

L'engagement de Casino prend fin à l'issue de la saison 1999. En 2000, AG2R Prévoyance devient le sponsor principal et décide de s'engager pour trois saisons. L'enseigne Decathlon est co-sponsor de l'équipe et devient fournisseur matériel de l'équipe. Le budget est cependant revu à la baisse et l'équipe perd Alexandre Vinokourov qui rejoint la puissante équipe allemande Telekom. Il est remplacé par son compatriote Andrei Kivilev qui quitte l'équipe Festina-Lotus pour avoir un rôle de leader chez AG2R. Kirsipuu marque quelque peu le pas, mais apporte à l'équipe 13 des 21 victoires de la saison. Christophe Agnolutto apporte la plus importante victoire de l'année en s'imposant à Limoges sur le Tour de France. Malgré ces résultats, l'équipe est rétrogradée en deuxième division des groupes sportifs en fin de saison.
En 2001, Jaan Kirsipuu culmine à 18 succès sur les 23 obtenus par la formation, avec notamment une étape du Tour de France à Strasbourg. Son poisson-pilote, Ludovic Capelle, devient champion de Belgique. L'équipe remonte en première division à la fin de l’année. Lors de la saison suivante, Benoît Salmon quitte l'équipe et les cousins espagnols Íñigo Chaurreau (douzième du Tour de France 2001) et Mikel Astarloza arrivent. Kirsipuu remporte sa première semi-classique pavée avec Kuurne-Bruxelles-Kuurne, mais se blesse sur Paris-Nice. Il fait son retour en gagnant une nouvelle étape du Tour de France à Rouen, alors que Christophe Oriol remporte le Tour de l'Ain.
Pour 2003, l’équipe recrute Laurent Brochard, l'un des meilleurs coureurs français. Au cours de cette saison, ce sont les trentenaires Brochard (quatre succès dont le Critérium International) et Kirsipuu (onze victoires) qui apportent les succès. Jaan Kirsipuu remporte la centième de ses 124 victoires sous les couleurs de l'équipe. Íñigo Chaurreau obtient des top 10 sur les courses par étapes et Andy Flickinger gagne le Grand Prix de Plouay.
En 2004, l'équipe signe un contrat de formation avec le Chambéry CF. Cette saison est cruciale car à la fin de la saison, une vingtaine d'équipes seront retenues pour la nouvelle compétition de l'UCI, le ProTour. AG2R recrute le sprinteur Jean-Patrick Nazon et le grimpeur Stéphane Goubert. Le printemps est marqué par une collection de deuxièmes places. La formation gagne deux étapes du Tour de France avec Nazon et Kirsipuu lors de la première semaine. De son côté, Goubert termine vingtième de ce même Tour de France. Cependant, les autres leaders sont touchés par les maladies (mononucléoses pour Chaurreau et Astarloza) et les blessures (Ludovic Turpin ou Lloyd Mondory ne courent quasiment pas de l'année). L'équipe se retrouve mal classée au classement mondial et elle n'est finalement pas retenue pour l'UCI ProTour 2005. Brochard et Kirsipuu (présent depuis le début) quittent l'équipe.
L'équipe entame la saison 2005 avec le statut d'équipe continentale professionnelle et avec l'ambition de rejoindre le ProTour dès 2006. L'Australien Simon Gerrans passe professionnel et Cyril Dessel est recruté. Samuel Dumoulin gagne une étape du Critérium du Dauphiné Libéré, mais l'équipe s'illustre principalement sur les circuits continentaux.

### Depuis 2006: équipe de première division

#### 2006-2012: des saisons avec des hauts et des bas

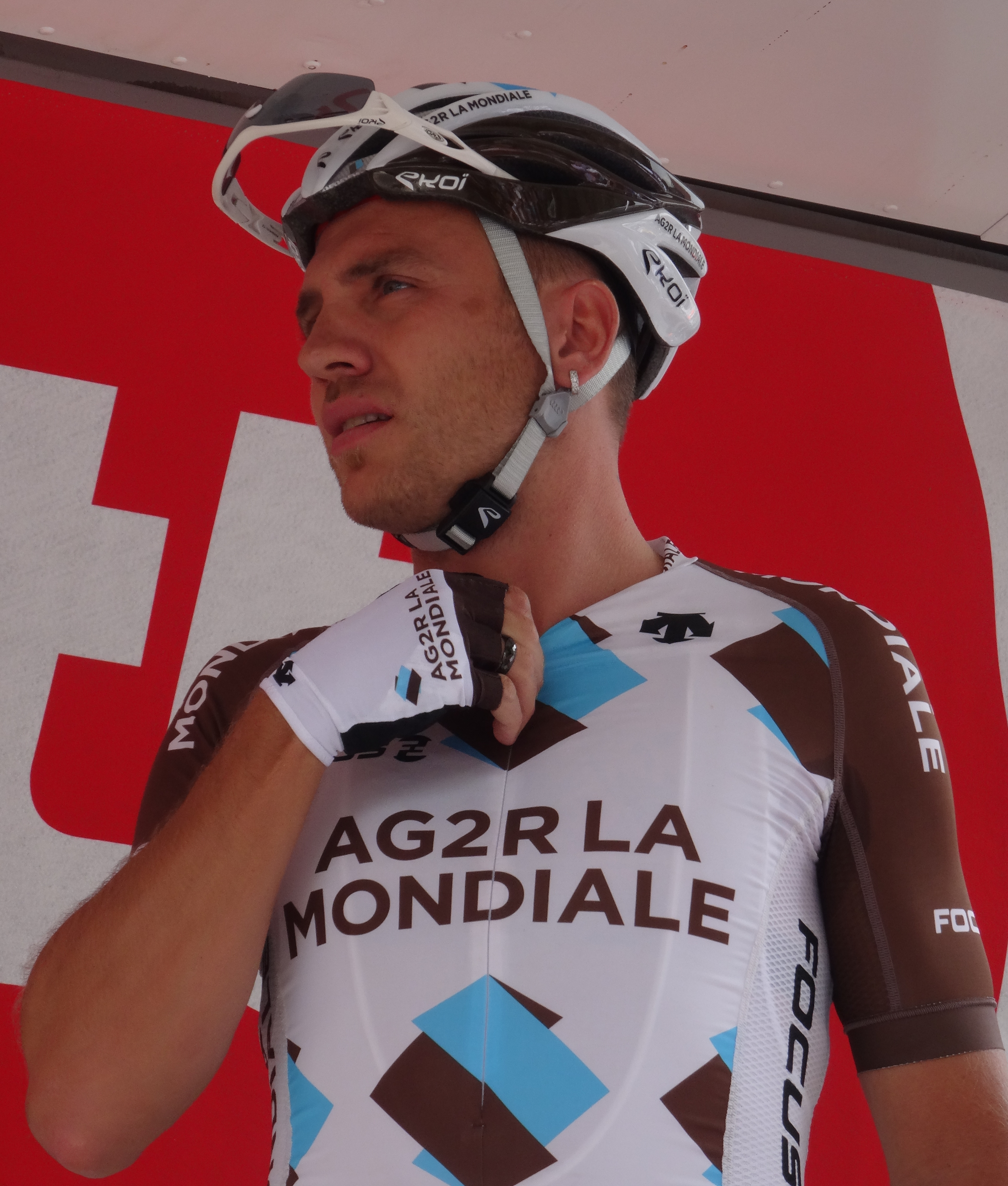
Rinaldo Nocentini (ici en 2014) porte le maillot jaune pendant une semaine sur le Tour de France 2009.

AG2R Prévoyance intègre le ProTour en 2006, ce qui signifie qu'elle participe aux courses les plus importantes du circuit mondial. L'équipe a pour cela recruté des leaders tels que Christophe Moreau ou Francisco Mancebo. Ce dernier vise un podium sur le Tour de France 2006, mais il est en exclu la veille du départ à cause de son implication dans l'affaire Puerto. AG2R Prévoyance réalise cependant l'une de ses meilleures prestations sur le Tour, gagnant une étape avec Sylvain Calzati et portant un jour le maillot jaune avec Cyril Dessel. Ce dernier se classe sixième et premier Français du Tour, juste devant son coéquipier Christophe Moreau (septième). L'équipe gagne une étape sur les trois grands tours avec Tomas Vaitkus sur le Giro et José Luis Arrieta sur la Vuelta, tandis que Dessel gagne le Tour méditerranéen et le Tour de l'Ain et que Lloyd Mondory remporte la Coupe de France.
En 2007, AG2R poursuit sa progression. Elle termine à la quatrième place du classement ProTour, grâce aux performances de Christophe Moreau, vainqueur de deux étapes et du général du Critérium du Dauphiné libéré. Celui-ci est également champion de France en juin. Jean-Patrick Nazon gagne la première étape de Paris-Nice et John Gadret remporte le Tour de l'Ain. L'équipe est moins en réussite sur les grands tours, où Stéphane Goubert obtient le meilleur résultat avec une treizième place sur le Tour d'Espagne 2007.
Son rapprochement avec La Mondiale en 2008 (et la création du groupe AG2R La Mondiale) provoque un changement de nom de l'équipe, qui devient donc AG2R La Mondiale. L'équipe recrute notamment Vladimir Efimkin et Tadej Valjavec pour compenser les départs de Samuel Dumoulin (Cofidis), Simon Gerrans (Crédit Agricole) et Christophe Moreau (Agritubel). Cette saison est marquée par treize succès, dont les deux victoires d'étapes sur le Tour de France de Vladimir Efimkin (après déclassement pour dopage de Riccardo Ricco) et de Cyril Dessel. Tadej Valjavec se classe treizième du Tour d'Italie et neuvième du Tour de France.
En 2009, l'équipe stagne en termes de résultats, avec seulement cinq victoires. Rinaldo Nocentini apporte la principale satisfaction de la saison en portant le maillot jaune du Tour de France pendant une semaine. AG2R termine dix-septième du Calendrier mondial UCI qui remplace le ProTour.
En 2010, lors de la première moitié de la saison, elle prend part à toutes les courses du Calendrier mondial UCI, sans obtenir de victoire. Le premier succès dans le calendrier mondial arrive sur le Tour de France avec Christophe Riblon, qui remporte en solitaire la quatorzième étape, la première dans les Pyrénées. Nicolas Roche termine premier coureur de l'équipe à la fin de la course en prenant la quinzième place. Les autres succès principaux de l'équipe sont obtenus sur le circuit de l'UCI Europe Tour, avec les Quatre Jours de Dunkerque remporté par Martin Elmiger et le Tour méditerranéen par Rinaldo Nocentini à la suite de la disqualification d'Alejandro Valverde. L'équipe AG2R termine la saison avec une seule victoire dans le circuit mondial sur le Tour de France, quinze sur l'UCI Europe Tour, deux sur l'UCI Africa Tour et la victoire de Martin Elmiger sur le championnat de Suisse. Nicolas Roche termine 32e et meilleur coureur au classement UCI, alors qu'Anthony Ravard est le coureur qui a le plus remporté de courses avec cinq succès. L'équipe termine à la 18e place du Calendrier mondial UCI.
Lors de la saison 2011, l'équipe intègre le circuit du World Tour, créé sur le modèle du ProTour. L'équipe recrute notamment Jean-Christophe Péraud. AG2R gagne seulement six courses, mais John Gadret
remporte une étape de montagne du Tour d'Italie et termine troisième du général de la course. Il s'agit du premier podium sur un grand tour dans l'histoire de la formation. En juillet, Péraud est neuvième du Tour de France. En fin d'année, l'équipe se classe à la quinzième place de l'UCI World Tour.
En 2012, le nombre de victoires ne décolle pas, avec seulement quatre succès (trois en mai et un en juin) et aucun en World Tour. L'équipe a recruté des coureurs exotiques avec des points UCI, pour pouvoir conserver sa licence dans l'élite du cyclisme international. Romain Bardet fait son arrivée dans la formation, alors que Cyril Dessel prend sa retraite. AG2R termine avant-dernière du classement World Tour.

#### 2013-2020: les années Bardet

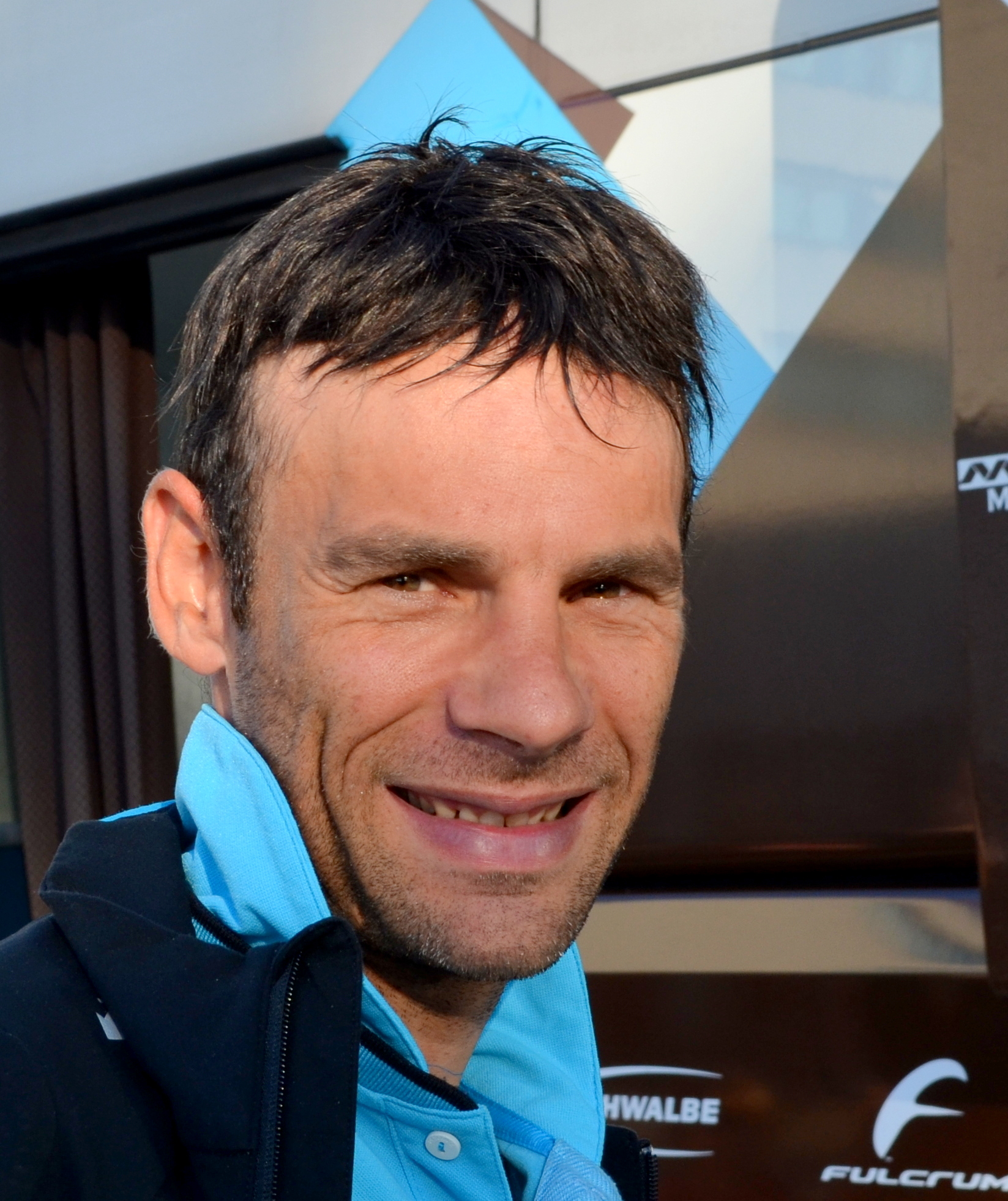
Jean-Christophe Péraud termine deuxième du Tour de France 2014.

En 2013 AG2R La Mondiale obtient huit succès, ce qui en fait une des trois équipes World Tour ayant le moins gagné durant la saison,,,,. Le succès le plus marquant de la saison est celui obtenu par Christophe Riblon lors de la dix-huitième étape du Tour de France marquée par la double ascension de L'Alpe d'Huez. Au niveau World Tour, Riblon apporte une autre victoire d'étape lors du Tour de Pologne,. Jean-Christophe Péraud est troisième de Paris-Nice et sixième du Tour de Romandie, Romain Bardet, cinquième du Tour de Pékin ainsi que Domenico Pozzovivo et Carlos Betancur, septièmes respectivement du Tour de Pologne et du Tour du Pays basque,. Sur les grands tours, Betancur, une révélation de l'année, est cinquième et meilleur jeune du Tour d'Italie et Pozzovivo sixième du Tour d'Espagne,. Seul le Tour de France ne voit pas de coureurs de l'équipe dans les dix premiers, Jean-Christophe Péraud devant abandonner dans la dernière semaine alors qu'il était neuvième,. Les sprints et les classiques sont en revanche moins prolifiques. Parmi les coureurs à leur avantage dans les arrivées groupées, seul Samuel Dumoulin s'impose, les autres sprinteurs n'obtenant des places d'honneurs de façon récurrente. Ainsi l'équipe ne gagne que huit fois, mais obtient 49 podiums,. N'obtenant pas de résultats significatifs dans les classiques flandriennes, Carlos Betancur, troisième de la Flèche wallonne et quatrième de Liège-Bastogne-Liège, permet à l'équipe d'obtenir des places d'honneur sur les classiques ardennaises,. La saison est également marquée par le contrôle positif en cours de saison de Sylvain Georges. Ce contrôle positif, couplé à celui de Steve Houanard la saison précédente, oblige l'équipe à ne pas disputer le Critérium du Dauphiné, conformément aux règles du Mouvement pour un cyclisme crédible et met à mal sa réputation,.
En 2014, elle recrute les coureurs de classiques Damien Gaudin et Sébastien Turgot, ainsi que le puncheur Alexis Vuillermoz. John Gadret rejoint l'équipe Movistar. En mars, Carlos Betancur remporte deux étapes et le classement général de Paris-Nice et Jean-Christophe Péraud s'adjuge le Critérium international. Domenico Pozzovivo se classe cinquième de Liège-Bastogne-Liège, puis du Tour d'Italie, où l'équipe gagne le classement par équipes aux temps. AG2R atteint son sommet en juillet : Blel Kadri gagne une étape, pendant que Péraud se classe deuxième du Tour de France derrière un Nibali intouchable, alors que Bardet est sixième, ce qui permet à l'équipe de gagner le classement par équipes comme au Giro. AG2R La Mondiale termine finalement l'année avec 17 succès et une septième place du classement World Tour, après avoir occupé la tête à plusieurs reprises jusqu'en avril.

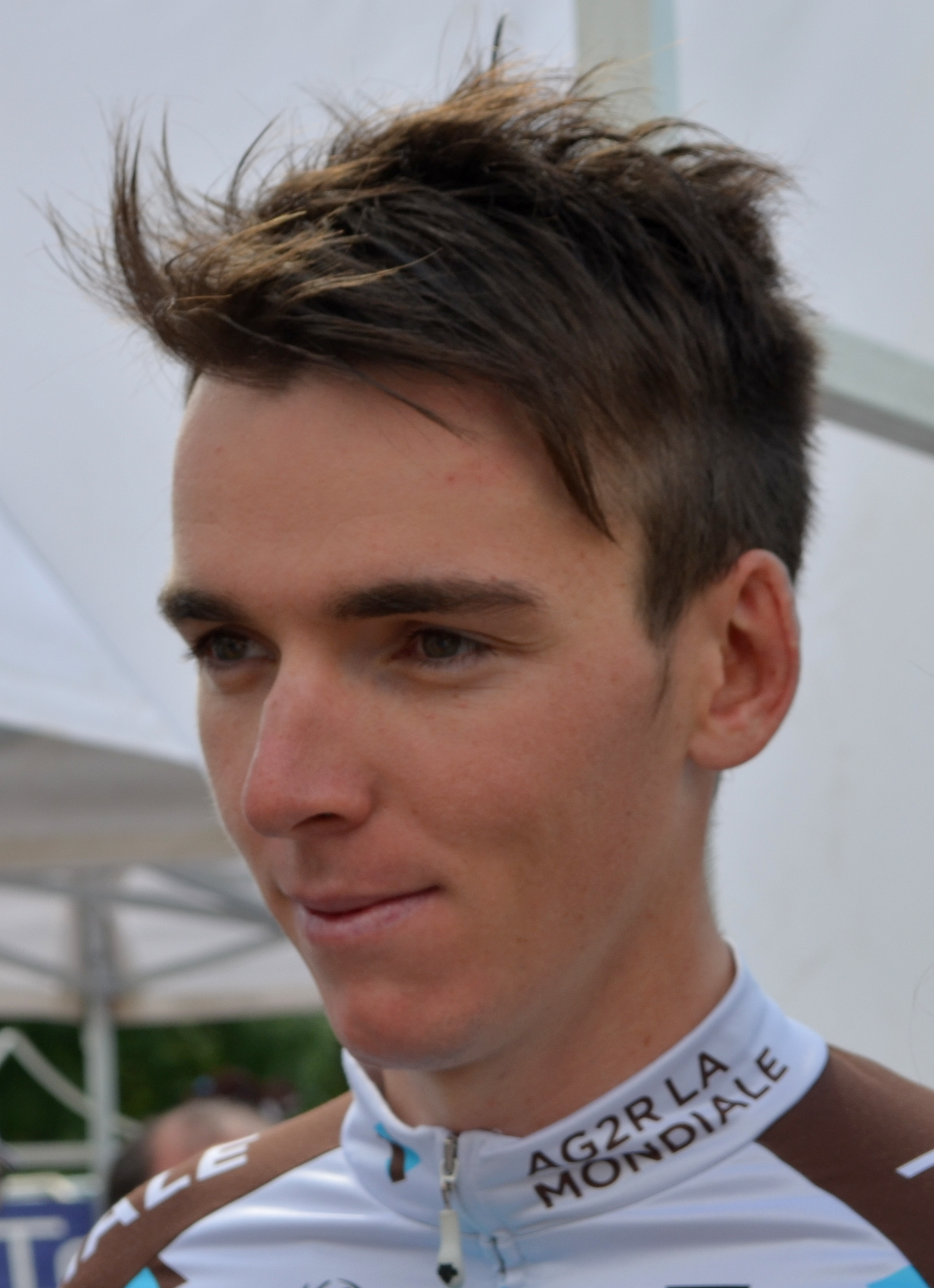
Romain Bardet est le leader de l'équipe depuis le milieu des années 2010.

Créditée de 23 victoires,, en 2015, la formation AG2R La Mondiale améliore ses 17 victoires de 2014 et se positionne comme étant la meilleure équipe française. Les satisfactions de l'équipe concernent les victoires d'étapes sur le Tour de France d'Alexis Vuillermoz et de Romain Bardet, celle sur le Tour d'Espagne d'Alexis Gougeard, coureur de l'équipe ayant obtenu le plus de victoires dans la saison, ainsi que le comportement de Domenico Pozzovivo, notamment sur le Tour de Catalogne. En fin de saison, Jan Bakelants obtient également deux victoires en Italie,. Pierre Latour, néo-professionnel, remporte sa première victoire et obtient plusieurs places d'honneur sur des courses à étapes. Sur le Tour de France, l'équipe ne peut réussir la même performance que 2014 et le podium de Jean-Christophe Péraud. Péraud et Romain Bardet sont rapidement distancés au classement général, ce dernier parvenant toutefois à terminer dans les dix premiers du classement général. La saison est également marquée par l'absence de résultats de Carlos Betancur, qui quitte en août l'équipe, et surtout par le contrôle antidopage positif révélé en mars de Lloyd Mondory qui est suspendu dans la foulée de toute compétition,.
La saison 2016 est moins réussie jusqu'au Tour de France, où Romain Bardet s’impose sur la dix-neuvième étape et prend la deuxième place au classement général final. Quant à Pierre Latour, il remporte une victoire de prestige en décrochant la 20e étape du Tour d'Espagne. En fin d'année, Bardet termine quatrième du Tour de Lombardie. L'équipe AG2R La Mondiale termine à la treizième place du World Tour, où Bardet est huitième du classement individuel. Samuel Dumoulin remporte la Coupe de France.
En 2017, AG2R La Mondiale change un tiers de son équipe durant l'intersaison. Dix des trente coureurs de son effectif la quittent, dont Jean-Christophe Péraud qui prend sa retraite sportive à 39 ans. Neuf coureurs sont recrutés, dont les grimpeurs Mathias Frank et Alexandre Geniez, engagés pour aider Romain Bardet en montagne, ainsi que le Belge Olivier Naesen, vainqueur à Plouay. Comme c'est le cas depuis plusieurs années, l'équipe brille sur les grands tours, avec Domenico Pozzovivo sixième du Giro et Romain Bardet vainqueur d'une étape et troisième du Tour de France. Pierre Latour devient champion de France du contre-la-montre et Oliver Naesen champion de Belgique sur route. Alexis Vuillermoz termine quatrième du Tour de Lombardie.
L'année suivante est une des années les plus réussies depuis l'arrivée d'AG2R. L'équipe recrute Silvan Dillier, Tony Gallopin et Clément Venturini, alors que Christophe Riblon prend se retraite et le grimpeur italien Domenico Pozzovivo quitte l'équipe. Romain Bardet brille sur les courses d'un jour avec une deuxième place sur les Strade Bianche, une troisième place sur Liège-Bastogne-Liège et surtout une médaille d'argent derrière Alejandro Valverde lors des mondiaux. D'un autre côté, il ne parvient pas à se mêler à la lutte avec les meilleurs sur le Tour de France, où il se classe seulement sixième, après deux podiums consécutifs. Il obtient un nouveau podium sur une course World Tour, avec la troisième place sur le Critérium du Dauphiné. Pierre Latour conserve son titre de champion de France du contre-la-montre et termine meilleur jeune du Tour de France. Sur les classiques du World Tour, Oliver Naesen obtient plusieurs places d'honneur et remporte la Bretagne Classic, alors que Silvan Dillier est deuxième de Paris-Roubaix, battu au sprint sur le vélodrome par Peter Sagan. Enfin, Alexandre Geniez (Giro) et Tony Gallopin (Vuelta) échouent pour une place à rentrer dans le top 10 d'un grand tour, mais remporte chacun une étape du Tour d'Espagne.
En 2019, Clément Venturini devient champion de France de cyclo-cross. Sur route, l'équipe obtient 14 succès, donc cinq pour la révélation Benoît Cosnefroy. Au total, elle compte seulement deux succès sur le World Tour, dont une étape du Tour d'Italie pour Nans Peters. Meilleur grimpeur et 15e du Tour de France, Romain Bardet passe à côté de sa saison, tandis que c'est le Belge Oliver Naesen qui reprend le leadership de l'équipe. Il termine deuxième de Milan-San Remo, battu au sprint par le Français Julian Alaphilippe, il enchaîne ensuite les places d'honneur, 3e de Gand-Wevelgem, 7e du Tour des Flandres et 8e de l'E3 BinckBank Classic. Après un Tour de France sans résultats notables, il remporte la dernière étape du BinckBank Tour et termine deuxième du classement général de cette course. Il conclut la saison avec une troisième place sur Paris-Tours. Lors du Tour d'Espagne, Geoffrey Bouchard termine meilleur grimpeur.
La saison 2020, écourtée en raison de la pandémie de Covid-19, est décevante pour l'équipe qui se classe 15e du classement UCI (moins bon classement depuis 2012) avec seulement cinq succès, dont une victoire d'étape sur le Tour de France pour Nans Peters. Benoit Cosnefroy est le meilleur coureur de la formation de la saison. Il obtient trois victoires et se classe deuxième de la Flèche wallonne et de Paris-Tours. Oliver Naesen (septième du Tour des Flandres) et Romain Bardet (sixième du Critérium du Dauphiné) n'ont pas eu les résultats attendus. Après neuf saisons chez AG2R, Bardet quitte l'équipe à l'issue de la saison.

#### 2021-2023: arrivée de Citroën, Cosnefroy et O'Connor en leaders

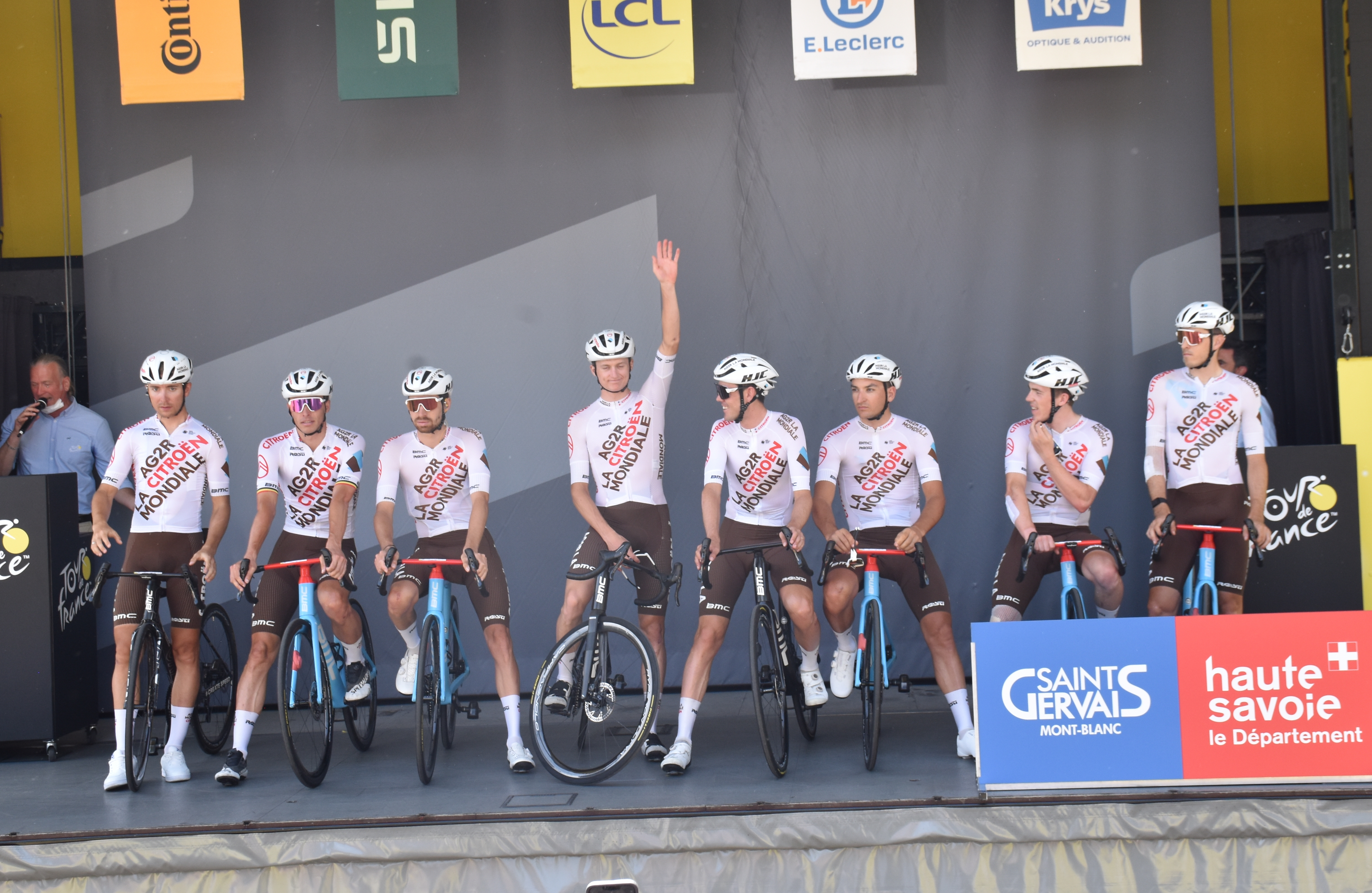
L'équipe AG2R Citroën au départ de la 17e étape du Tour de France 2023.

En juillet 2020, l'arrivée de Citroën comme co-partenaire est annoncée. L'équipe porte le nom « AG2R Citroën Team » à compter de janvier 2021. Pour la saison 2021, le leader historique de l'équipe Romain Bardet quitte la formation, tout comme Alexis Vuillermoz, Pierre Latour et Silvan Dillier. AG2R Citroën se recentre sur les courses d'un jour avec les arrivées de Greg Van Avermaet et Bob Jungels pour épauler Oliver Naesen. Pour sa première saison sous ce nom, l'équipe obtient 12 succès et termine 8e du classement mondial UCI, son meilleur classement depuis 2014 (7e). Pour la première fois depuis 2006, ses coureurs remportent une étape sur chaque grand tour. Ben O'Connor, recrue de début de saison, se révèle en terminant quatrième du Tour de France, où il gagne une étape. Il se classe également sixième du Tour de Romandie et huitième du Critérium du Dauphiné. Sur le Tour d'Italie, Andrea Vendrame remporte une étape, tandis que Geoffrey Bouchard décroche le maillot bleu de meilleur grimpeur. En fin de saison, Clément Champoussin gagne une étape du Tour d'Espagne et Dorian Godon le général de la Coupe de France. De son côté, Benoît Cosnefroy devient le leader de l'équipe en décrochant trois succès, dont la Bretagne Classic, une course World Tour. Il décroche également la médaille de bronze au championnat d'Europe. Greg Van Avermaet se classe troisième du Tour des Flandres et Oliver Naesen quatrième de l'E3 Saxo Bank Classic, mais leur saison est globalement décevante, tout comme Bob Jungels, gêné par les soucis de santé.
Avec seulement 11 victoires (dont quatre pour Marc Sarreau) et une quinzième place au classement UCI, l'année 2022 est en demi-teinte. Avec un nouveau succès sur une classique World Tour, le Grand Prix de Québec, ainsi qu'une deuxième place sur l'Amstel Gold Race, Benoît Cosnefroy confirme son statut de leader. De son côté, Ben O'Connor est troisième du Critérium du Dauphiné et s'illustre sur les courses par étapes d'une semaine. Sur les grands tours, il abandonne le Tour de France et termine huitième du Tour d'Espagne. Bob Jungels sauve le Tour de l'équipe en gagnant une étape et en terminant onzième du général. Sur les classiques printanières, Greg Van Avermaet et Oliver Naesen se contentent d'une troisième et quatrième place sur le Circuit Het Nieuwsblad.
En 2023, l'équipe AG2R Citroën recule encore dans la hiérarchie. Elle ne compte que 9 succès et une 18e place au classement UCI, son pire classement depuis 2010. Felix Gall remporte une étape du Tour de France et se classe huitième du général. Ben O'Connor est à nouveau troisième du Critérium du Dauphiné, tandis qu'Aurélien Paret-Peintre gagne une étape du Tour d'Italie.

#### 2024-2025: Decathlon-AG2R La Mondiale
L'entreprise Decathlon devient en 2024 le sponsor-titre de la formation française avec un engagement portant jusqu'en fin d'année 2028 et succède à Citroën qui cesse son partenariat deux ans avant la date initialement prévue. Van Rysel, marque de cycles de Decathlon, devient le fournisseur de l'équipe et succède à BMC. L'équipe recrute notamment le cycliste Victor Lafay, révélation française du Tour de France 2023 et Bruno Armirail, spécialiste du contre-la-montre et maillot rose pendant quelques jours du Tour d'Italie 2023. 
La saison 2024 est marquée par le licenciement de Vincent Lavenu et un retour en force après une année 2023 décevante. Avec 30 succès, et une sixième place au classement UCI, elle réalise sa meilleure saison depuis 1999, malgré un échec sur le Tour de France. Pour sa dernière année avec l'équipe, Ben O'Connor réalise une saison remarquable : vainqueur d'étape et deuxième du Tour d'Espagne (après avoir longtemps porté le maillot rouge), également deuxième du Tour des Émirats arabes unis et du championnat du monde, ainsi que quatrième du Tour d'Italie. Andrea Vendrame et Valentin Paret-Peintre gagnent une étape du Giro, tandis que Alex Baudin est troisième du Tour du Guangxi.
En juillet 2025, AG2R La Mondiale annonce son retrait des pelotons à la fin de la saison, et passe le flambeau à Decathlon. Ce dernier qui cherche un nouveau partenaire pour porter son budget à plus de 40 millions dès 2026 contre 28 millions actuellement, affiche son ambition de remporter le Tour de France d'ici 2030.

#### 2026: arrivée de CMA CGM
En 2026, le groupe CMA CGM, spécialisé dans le transport maritime, va devenir co-sponsor de l'équipe qui s'appellera donc Decathlon-CMA CGM, selon un accord signé le 21 Juillet 2025 à Marseille.

## Direction et encadrement
L'équipe AG2R La Mondiale est gérée par l'EUSRL France Cyclisme, basée dans les environs de Chambéry (à La Motte-Servolex). 
Elle était dirigée, de sa création à 2023, par son fondateur Vincent Lavenu, coureur professionnel de 1983 à 1991. L'encadrement sportif de l'équipe comprenait alors cinq directeurs sportifs.
Laurent Biondi est directeur sportif de l'équipe depuis 1994. Gilles Mas a intégré l'encadrement sportif de l'équipe en 1997. Depuis 2006, il est également président de l'EC Saint-Étienne Loire, club partenaire de l'équipe AG2R depuis 1997. Artūras Kasputis a été coureur professionnel au sein de l'équipe de 1994 à 2002 et en est devenu directeur sportif en 2003. Julien Jurdie est arrivé en 2006 après la disparition de l'équipe RAGT Semences qu'il dirigeait. Didier Jannel a été recruté en 2010.
Philippe Chevallier rejoint l'encadrement technique de l'équipe AG2R La Mondiale en novembre 2015. Il est nommé manager général, Vincent Lavenu devenant de son côté directeur général,.
Au début des années 2020, la formation connait une mutation importante, cherchant à gagner en professionnalisme pour rivaliser avec les meilleures équipes mondiales. Vincent Lavenu, fondateur de l'équipe en 1992, subit les conséquences de ces changements. Après avoir vendu l'équipe à AG2R La Mondiale en 2022 pour 8 000 euros, il est démis de ses fonctions de directeur général en 2023, remplacé par Dominique Serieys. Rétrogradé au poste de manager sportif pour la saison 2024, Lavenu est finalement remercié en août par le nouveau comité de direction, qui souhaitait une gestion plus rigoureuse. Sa mise à l'écart serait liée à un manquement d'information concernant Franck Bonnamour, suspendu par l'UCI pour des raisons liées à son passeport biologique. Après trente-deux ans de service, Lavenu est donc évincé de l'équipe qu'il avait fondée.
En 2024, l'équipe compte une dizaine de directeurs sportifs.
La vente de France Cyclisme à Decathlon est officialisée en juillet 2025.

## L'équipe et le dopage

### Casino (1998-1999)
Rodolfo Massi est arrêté le 29 juillet 1998 à son hôtel à Aix-les-Bains après la 17e étape du Tour de France alors qu'il est en tête du classement de la montagne. Il est ensuite suspendu à la suite de perquisitions lors desquelles des substances dopantes, EPO en particulier, ont été trouvées. Au cours de l'affaire du Tour de France 1998, il fit également l'objet d'une inculpation sous les chefs « d’importation, d’offre et de cession de substances vénéneuses, ainsi que d’infraction à la loi antidopage de 1989 qui réprime la prescription, la facilitation et l’incitation à l’usage de produits interdits dans l’univers sportif ». Durant sa carrière, il fournissait des drogues à tout le peloton (d'où son surnom "le pharmacien"). Finalement, en novembre, il est annoncé qu'aucune charge criminelle n'est retenue contre Massi après le Tour de France 1998, mais la fédération italienne de cyclisme lui inflige une amende et le suspend pendant six mois.
En 2013, un rapport antidopage du Sénat français présente les résultats d'échantillons datant du Tour de France 1998 qui ont été ré-analysés en 2004. Il en ressort que Bo Hamburger a été contrôlé positif à l'EPO après la deuxième étape, tout comme Jacky Durand après sa victoire lors de la huitième étape,. Ce dernier admet au lendemain de cette annonce qu'il a eu recours à ces pratiques durant sa carrière. Pascal Chanteur et Stéphane Barthe sont également cités dans le rapport, comme présentant des résultats d'analyses litigieux, un premier échantillon a bien été contrôlé positif, mais les analyses suivantes n'ont pas confirmer ce résultat,.
En 1999, Laurent Roux est recruté par l'équipe. Il se classe 5e de l'Amstel Gold Race et dixième de Liège-Bastogne-Liège. Le 1er mai, il remporte le Trophée des grimpeurs. Il est ensuite mis à pied par son équipe, à la suite de la révélation par le journal L'Équipe de son contrôle antidopage positif à l'amphétamine lors de la Flèche wallonne. Trois mois plus tard, une suspension de 6 mois est prononcée à son encontre, et il est licencié par son équipe. En juin 2006, durant l'affaire du pot belge, il reconnait l'utilisation de substances dopantes durant sa carrière.

### AG2R Prévoyance (2005-2006)
En mars 2005, Laurent Biondi, membre du staff de l'équipe, est arrêté pour possession, transport et acquisition de produits dopants, à savoir le cocktail connu sous le nom de pot belge. En juillet 2006, à la suite d'une enquête judiciaire dans le milieu amateur commencée en 2005 sur un trafic de produits dopants à base d'amphétamines, dans lequel l'ancien coureur Laurent Roux est considéré comme le principal protagoniste, il est condamné à 3 mois de prison avec sursis et 1 500 euros d'amende en première instance puis est relaxé par la cour d'appel de Bordeaux et peut reprendre son poste dans l'équipe.
En 2006, l'équipe recrute l'Espagnol Francisco Mancebo. En juin de cette même année, il est nommé dans l'affaire Puerto peu avant le Tour de France 2006 et est immédiatement licencié par l'équipe Ag2R.

### AG2R (depuis 2010)
Le 3 mai 2010, l'Union cycliste internationale demande l'ouverture d'une procédure disciplinaire à l'encontre du Slovène Tadej Valjavec « pour violation apparente du Règlement Antidopage, sur la base des informations apportées par le profil sanguin inclus dans son passeport biologique ». Il est blanchi par le comité olympique slovène (OCS), mais il n'est pas conservé par Ag2r. Le 22 avril 2011, le Tribunal arbitral du sport, saisi en appel par l'Union cycliste internationale, annule la décision de l'OCS et prononce à l'encontre de Valjavec une suspension de deux ans commençant le 20 janvier 2011. Ses résultats obtenus entre le 19 avril et le 30 septembre 2009 sont annulés,.
En fin de contrat avec AG2R, Steve Houanard est contrôlé positif à l'EPO le 21 septembre 2012. Il est suspendu provisoirement par l'UCI et mis à pied à titre conservatoire par son équipe, avant d'être suspendu deux ans le 18 janvier 2013. Sa suspension s'étend du 21 septembre 2012 au 8 octobre 2014. En 2015, il explique ainsi ce contrôle positif : « Le manageur Vincent Lavenu m'a annoncé au mois de septembre 2012 qu'il ne me conserverait pas à moins d'un coup d'éclat. Jusque-là, je n'avais jamais été tenté par le dopage. Mais j'étais coincé, je voulais sauver ma peau. J'ai été faible. »
Au Tour d'Italie 2013, Sylvain Georges est contrôlé positif à un stimulant, l'heptaminol, le 10 mai lors de la 7e étape. Son équipe, AG2R, le suspend et il ne prend pas le départ de la 11e étape. Le 11 juin, à la suite de ce contrôle, il est licencié par son équipe. Disqualifié de ce Tour d'Italie et initialement suspendu six mois par la Fédération française de cyclisme, la sanction est contestée en appel par l'Union cycliste internationale (UCI). Cette dernière annonce, en juillet 2014, que la suspension du coureur est, finalement, de dix-huit mois. Cette suspension commence au 10 mai 2013 et se termine le 9 novembre 2014,. Dans sa sentence, le Tribunal arbitral du sport indique être « intimement convaincu(e) que M. Georges n’avait pas l’intention de tricher ou d’améliorer ses performances sportives en prenant le Ginkor Fort. Il est malheureux qu’il ait commis une telle faute, laquelle est venue entacher son bilan antidopage ».
À la suite du contrôle positif de Georges, AG2R est devenue la première équipe membre du Mouvement pour un cyclisme crédible (MPCC) à s'auto-suspendre d'une course du World Tour en application de la règle 10 du règlement du MPCC.
Le 10 mars 2015, l'UCI annonce le contrôle positif de Lloyd Mondory à l'EPO, lors d’un test hors compétition, entraînant l'incompréhension et la colère du manager et des coureurs de l'équipe,. Il est provisoirement suspendu par son équipe avant d'être retiré de l'effectif le 1er septembre 2015. Le 30 octobre 2015, l'UCI annonce le suspendre pour quatre ans à compter du 10 mars 2015. Il est condamné à verser une amende à l'UCI et ses résultats obtenus entre le 17 février 2015 et le 10 mars 2015 sont annulés.
Le 31 juillet 2023, Alex Baudin est disqualifié du Tour d'Italie précédent par l'Union cycliste internationale. Il a été contrôlé positif au tramadol durant l'épreuve. Ce produit n'étant pas autorisé par le règlement médical de l'institution mais il n'est pas interdit par l'Agence mondiale antidopage. Cet usage ne relève pas d'une affaire de dopage, ce qui n'entraîne pas de suspension pour le coureur.
Le 5 février 2024, l'Union Cycliste Internationale annonce la suspension provisoire de Franck Bonnamour en raison d'anomalies non-expliquées dans son passeport biologique datant d'avant son arrivée chez AG2R en 2023. Il conteste les allégations et refuse la sanction proposée par l'UCI. Fin mars, il annonce que l'équipe Decathlon-AG2R La Mondiale a rompu son contrat, car elle lui reproche de ne pas l'avoir informée des anomalies sur son passeport biologique avant son recrutement,.

## Principaux coureurs depuis les débuts
Plusieurs coureurs de renom ont été membres de cette équipe, dont Jacky Durand, Alexandre Vinokourov, Pascal Richard, Jaan Kirsipuu, Laurent Brochard, Gilles Delion, Christophe Moreau, Jean-Christophe Péraud ou Romain Bardet.
Ce tableau présente les résultats obtenus au sein de l'équipe par une sélection de coureurs qui se sont distingués soit par le rôle de leader ou de capitaine de route qui leur a été attribué pendant tout ou partie de leur passage dans l'équipe, leur longévité au sein de celle-ci, soit en remportant une course majeure pour l'équipe, soit encore par leur place dans l'histoire du cyclisme en général. La majorité des coureurs cités se distinguent par plusieurs de ces caractéristiques.
| Nom                    | Naissance | Nationalité | Arrivée   | Départ    | Résultats |
| Jaan Kirsipuu          | 1969      | Estonie     | 1993      | 2004      | 4 étapes du Tour de France (1999, 2001, 2002 et 2004) 1 étape du Tour d'Espagne (1998) 7 étapes du Tour de Pologne (2 en 1997, 1999, 3 en 2000, 2001) 2 étapes de Paris-Nice (1999, 2000) 3e de Gand-Wevelgem (2004) 2e du Grand Prix E3 (2004) 2e d'À travers les Flandres (2004)                                                   |
| Lauri Aus              | 1970      | Estonie     | 1997      | 2003      | 1 étape du Tour de Pologne (1997) |
| Pascal Chanteur        | 1968      | France      | 1993      | 2000      | 1 étape de Paris-Nice (1997) |
| Artūras Kasputis       | 1967      | Lituanie    | 1994      | 2002      | 1 étape du Critérium du Dauphiné libéré 1996 |
| Christophe Agnolutto   | 1969      | France      | 1996      | 2004      | Tour de Suisse (1997) 1 étape du Tour de France (2000) 1 étape du Tour de Romandie (1998) 1 étape du Tour de Suisse (1997) |
| Jacky Durand           | 1967      | France      | 1997      | 1998      | 1 étape du Tour de France (1998) Paris-Tours (1998) 1 étape du Tour de Pologne (1998) |
| Rodolfo Massi          | 1965      | Italie      | 1997      | 1998      | 1 étape du Tour de France (1998) |
| Rolf Jaermann          | 1966      | Suisse      | 1997      | 1998      | Tirreno-Adriatico (1998) Tour de Pologne (1997) Amstel Gold Race (1998) |
| Alberto Elli           | 1964      | Italie      | 1997      | 1998      | 1 étape du Tour du Pays-Basque (1998) |
| Bo Hamburger           | 1970      | Danemark    | 1998      | 1998      | Flèche wallonne (1998) 1 étape du Tour du Pays-Basque (1998) |
| Christophe Oriol       | 1973      | France      | 1998 2002 | 1999 2005 | 1 étape du Critérium du Dauphiné (1999) |
| Alexandre Vinokourov   | 1973      | Kazakhstan  | 1998      | 1999      | Critérium du Dauphiné libéré (1999) 1 étape du Critérium du Dauphiné (1999) 1 étape du Tour de Pologne (1998) |
| Benoît Salmon          | 1974      | France      | 1998      | 2001      | Meilleur jeune du Tour de France (1999) |
| Laurent Roux           | 1972      | France      | 1999      | 1999      | 1 étape de Paris-Nice (1999) |
| Gilles Maignan         | 1968      | France      | 1999      | 2001      | Tour Down Under (2000) |
| Ludovic Turpin         | 1975      | France      | 2000      | 2010      | 1 étape du Critérium du Dauphiné libéré (2006) |
| Nicolas Portal         | 1979      | France      | 2001      | 2005      | 1 étape du Critérium du Dauphiné libéré (2004) |
| Andy Flickinger        | 1978      | France      | 2002      | 2005      | Grand Prix de Plouay (2003) |
| Mikel Astarloza        | 1979      | Espagne     | 2002      | 2006      | Tour Down Under (2003) |
| Jean-Patrick Nazon     | 1977      | France      | 2004      | 2008      | 1 étape du Tour de France (2004) 1 étape de Paris-Nice (2007) |
| Samuel Dumoulin        | 1980      | France      | 2004 2013 | 2007 2019 | 1 étape du Critérium du Dauphiné (2005) 3e du Grand Prix de Plouay (2013) |
| Tomas Vaitkus          | 1982      | Lituanie    | 2005      | 2006      | 1 étape du Tour d'Italie (2006) |
| Simon Gerrans          | 1980      | Australie   | 2005      | 2007      | 1 étape du Tour Down Under (2006) Tour Down Under (2006) |
| Sylvain Calzati        | 1979      | France      | 2005      | 2008      | 1 étape du Tour de France (2006) |
| Cyril Dessel           | 1974      | France      | 2005      | 2011      | 1 étape du Tour de France (2008) 1 étape du Tour de Catalogne (2008) 1 étape du Critérium du Dauphiné (2008) 6e du Tour de France (2006) |
| Christophe Riblon      | 1981      | France      | 2005      | 2017      | 2 étapes du Tour de France (2010 et 2013) 1 étape du Tour de Pologne (2013) Prix de la combativité du Tour de France (2013) 3e du Tour de Pologne (2013) |
| Christophe Moreau      | 1971      | France      | 2006      | 2007      | 2 étapes du Critérium du Dauphiné (2007) Championnat de France sur route (2007) Critérium du Dauphiné libéré (2007) |
| José Luis Arrieta      | 1971      | Espagne     | 2006      | 2010      | 1 étape du Tour d'Espagne (2006) |
| John Gadret            | 1979      | France      | 2006      | 2013      | 1 étape du Tour d'Italie (2011) 3e du Tour d'Italie (2011) |
| Martin Elmiger         | 1978      | Suisse      | 2007      | 2012      | Tour Down Under (2007) |
| Vladimir Efimkin       | 1981      | Russie      | 2008      | 2010      | 1 étape du Tour de France (2008) |
| Nicolas Roche          | 1984      | Irlande     | 2009      | 2012      | 1 étape du Tour du Beijing (2011) |
| Jean-Christophe Péraud | 1977      | France      | 2011      | 2016      | 2e du Tour de France (2014) 3e de Paris-Nice (2013) 3e du Tour du Pays-Basque (2014) |
| Yauheni Hutarovich     | 1983      | Biélorussie | 2013      | 2014      | Championnat de Biélorussie sur route (2014) 1 étape du Tour de Pologne (2014) |
| Rinaldo Nocentini      | 1977      | Italie      | 2007      | 2015      | 2e de Paris-Nice (2008) |
| Bled Kadri             | 1986      | France      | 2009      | 2016      | 1 étape du Tour de France (2014) |
| Carlos Betancur        | 1989      | Colombie    | 2013      | 2015      | Paris-Nice (2014) 2 étapes de Paris-Nice (2014) Classement du meilleur jeune du Tour d'Italie (2013) 5e du Tour d'Italie (2013) 3e de la Flèche Wallonne (2013) |
| Domenico Pozzovivo     | 1982      | Italie      | 2013      | 2017      | 1 étape du Tour de Suisse (2017) 1 étape du Tour de Catalogne (2015) 5e du Tour d'Italie (2014) 3e du Tour de Catalogne (2015) |
| Romain Bardet          | 1990      | France      | 2012      | 2020      | Classement de la montagne Tour de France (2019) 3 étapes du Tour de France (2015, 2016, 2017) 1 étape du Critérium du Dauphiné (2015) 3e du Tour de France (2017) 2e du Tour de France (2016) 2e du Critérium du Dauphiné (2016) 2e de la Strade Bianche (2018) 3e du Critérium du Dauphiné (2018) 3e de Liège-Bastogne-Liège (2018) |
| Alexis Vuillermoz      | 1988      | France      | 2014      | 2020      | 1 étape du Tour de France (2015) |
| Silvan Dillier         | 1990      | Suisse      | 2018      | 2020      | 2e de Paris-Roubaix (2020) |
| Alexis Gougeard        | 1993      | France      | 2014      | 2021      | 1 étape du Tour d'Espagne (2015) |
| Pierre Latour          | 1993      | France      | 2015      | 2020      | Championnat de France du contre-la-montre (2017 et 2018) 1 étape du Tour d'Espagne (2016) Meilleur jeune du Tour de France (2018) 3e du Tour de Catalogne (2018) |
| Alexandre Geniez       | 1988      | France      | 2017      | 2020      | 1 étape du Tour d'Espagne (2018) |
| Tony Gallopin          | 1988      | France      | 2018      | 2021      | 1 étape du Tour d'Espagne (2018) |
| Clément Champoussin    | 1998      | France      | 2020      | 2022      | 1 étape du Tour d'Espagne (2021) |
| Bob Jungels            | 1992      | Luxembourg  | 2021      | 2022      | 1 étape du Tour de France (2022) Champion du Luxembourg du contre-la-montre (2022) |
| Greg Van Avermaet      | 1985      | Belgique    | 2021      | 2023      | 3e du Tour des Flandres (2021) 3e du Circuit Het Nieuwsblad (2022) |
| Ben O'Connor           | 1995      | Australie   | 2021      | 2024      | 1 étape du Tour de France (2021) 1 étape du Tour de Catalogne (2022) 1 étape de l'UAE Tour (2024) 2e du Tour d'Espagne (2024) 2e du championnat du monde (2024) 4e du Tour de France (2021) 2e de l'UAE Tour (2024) 3e du Critérium du Dauphiné (2022, 2023)                                                                         |
| Valentin Paret-Peintre | 2001      | France      | 2022      | 2024      | 1 étape du Tour d'Italie (2024) |
| Oliver Naesen          | 1990      | Belgique    | 2017      |           | Bretagne Classic (2018) 1 étape du BinckBank Tour (2019) Championnat de Belgique (2017) 2e du Renewi Tour (2019) 2e de Milan-SanRemo (2019) 3e de l'E3 Saxo Bank (2017) 3e de l'Eschborn-Franckfurt (2018) 3e de Gand-Wevelgem (2019)                                                                                                |
| Nans Peters            | 1994      | France      | 2017      |           | 1 étape du Tour d'Italie (2019) 1 étape du Tour de France (2020) |
| Benoît Cosnefroy       | 1995      | France      | 2017      |           | Bretagne Classic (2021) GP du Québec (2022) 2e de la Flèche Wallonne (2020) 2e de l'Amstel God Race (2022) |
| Aurélien Paret-Peintre | 1996      | France      | 2019      |           | 1 étape du Tour d'Italie (2023) |
| Dorian Godon           | 1996      | France      | 2019      |           | 2 étapes du Tour de Romandie (2024) |
| Geoffrey Bouchard      | 1992      | France      | 2019      |           | Classement de la montagne Tour d'Espagne (2019) Classement de la Montagne Tour d'Italie (2021) |
| Andrea Vendrame        | 1994      | Italie      | 2020      |           | 2 étapes du Tour d'Italie (2021, 2024) 1 étape de Tirreno-Adriatico (2025) |
| Felix Gall             | 1998      | Autriche    | 2022      |           | 1 étape du Tour de France (2023) 1 étape du Tour de Suisse (2023) 8e du Tour de France (2023) |
| Paul Lapeira           | 2000      | France      | 2022      |           | 1 étape du Tour du Pays basque (2024) |

## Principales victoires

### Courses d'un jour

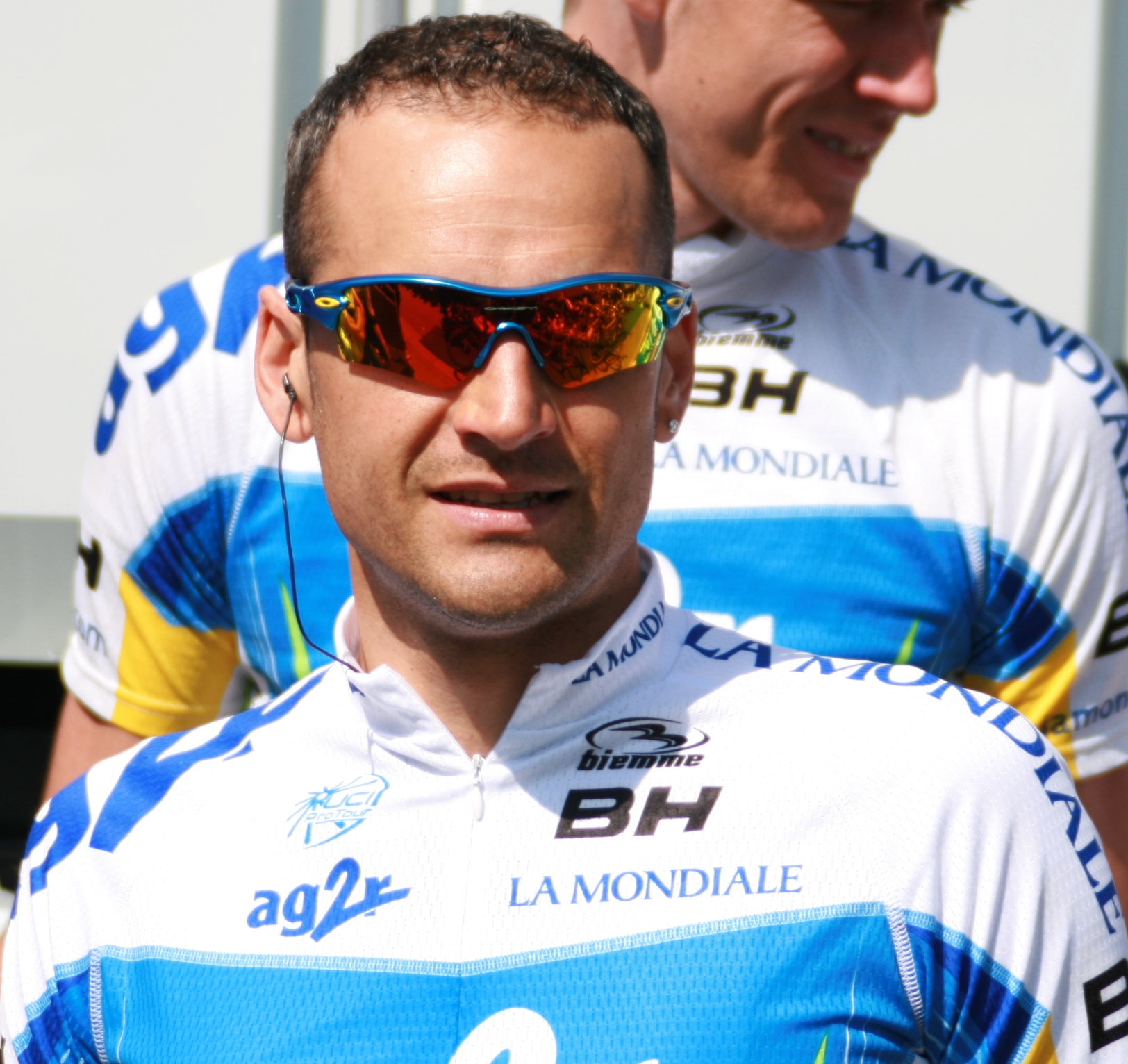
Cyril Dessel.

Victoires sur les classiques de niveau World Tour ou équivalent (en gras les victoires sur les classiques « Monuments ») :
- Flèche wallonne : 1998 (Bo Hamburger)
- Amstel Gold Race : 1998 (Rolf Jaermann)
- Paris-Tours : 1998 (Jacky Durand)
- Bretagne Classic : 2018 (Oliver Naesen) et 2021 (Benoît Cosnefroy)
- Grand Prix cycliste de Québec : 2022 (Benoît Cosnefroy)

Victoires sur les autres courses d'un jour :
- Paris-Camembert : 1992 (Patrice Esnault), 1993 (Oleg Kozlitine), 2003 (Laurent Brochard), 2010 (Sebastien Minard), 2016 (Cyril Gautier), 2019 et 2024 (Benoit Cosnefroy), 2020 et 2021 (Dorian Godon)
- Grand Prix d'Isbergues : 1993 (Jaan Kirsipuu), 1999 (Lauri Aus), 2007 (Martin Elmiger), 2017 (Benoit Cosnefroy)
- Grand Prix de Plumelec-Morbihan : 1997 (Christophe Agnolutto), 2001 (Gilles Maignan), 2007 (Simon Gerrans), 2013, 2016 (Samuel Dumoulin), 2015, 2017 (Alexis Vuillermoz), 2019 et 2024 (Benoit Cosnefroy)
- Cholet-Pays de la Loire/Cholet Agglo Tour : 1997, 1998 et 1999 (Jaan Kirsipuu), 2022 (Marc Sarreau), 2024 (Paul Lapeira)
- Tour de Vendée : 1997, 1999, 2000, 2003 (Jaan Kirsipuu), 2018 (Nico Denz)
- Route Adélie de Vitré : 1998, 2001 (Jaan Kirsipuu), 2006 (Samuel Dumoulin), 2018 (Silvan Dillier)
- Grand Prix La Marseillaise : 1998 (Marco Saligari), 2018 (Alexandre Geniez), 2020 (Benoit Cosnefroy), 2021 (Aurélien Paret-Peintre)
- Trofeo Laigueglia : 1998 (Pascal Chanteur) et 2023 (Nans Peters)
- Classic Haribo : 1998 (Lauri Aus), 2000, 2002, 2003 (Jaan Kirsipuu)
- GP de la Ville de Rennes : 1998 (Pascal Chanteur), 2005 (Ludovic Turpin)
- GP de Denain : 1998, 2001 (Jaan Kirsipuu)
- Tour de Murcie[77] : 1998 (Alberto Elli), 2024 (Ben O'Connor)
- GP de Villers-Cotterêts : 1998 (Jaan Kirsipuu)
- La Côte Picarde : 1999 (Pascal Chanteur)
- Trophée des Grimpeurs : 1999 (Laurent Roux)
- Kuurne-Bruxelles-Kuurne : 2002 (Jaan Kirsipuu)
- SEB Tartu GP : 2002 et 2003 (Jaan Kirsipuu), 2005 (Tomas Vaitkus)
- Grand Prix de Plouay : 2003 (Andy Flickinger)
- Grand Prix de la côte étrusque : 2003 (Jaan Kirsipuu)
- Tro Bro Leon : 2003, 2004 (Samuel Dumoulin)
- Classic Loire Atlantique : 2004 (Erki Pütsep), 2015 (Alexis Gougeard), 2024 (Paul Lapeira)
- EOS Tallinn GP : 2004 (Mark Scanlon)
- Tour du Finistère : 2005 (Simon Gerrans), 2021 et 2024 (Benoit Cosnefroy)
- Tour du Doubs : 2005 (Philip Deignan), 2016 (Samuel Dumoulin), 2021 (Dorian Godon)
- Gran Premio Industria e Commercio Artigianato Carnaghese : 2005 (Simon Gerrans)
- Memorial Rik van Steenbergen : 2005 (Jean-Patrick Nazon)
- Le Samyn : 2006 (Renaud Dion)
- GP Miguel Indurain : 2007 (Rinaldo Nocentini)
- Grand Prix du canton d'Argovie : 2007 (John Gadret), 2008 (Lloyd Mondory)
- Grand Prix de Lugano : 2008 (Rinaldo Nocentini)
- Classic Sud Ardèche : 2010 (Christophe Riblon), 2018 (Romain Bardet)
- Châteauroux Classic de l'Indre : 2010 (Anthony Ravard)
- GP de la Somme : 2010 (Martin Elmiger), 2015 (Quentin Jauregui)
- Paris-Bourges : 2010 (Anthony Ravard), 2011 (Anthony Ravard), 2017 (Rudy Barbier)
- Roma Maxima : 2013 (Blel Kadri)
- Tour du Piémont : 2015 (Jan Bakelants)
- Tour d'Émilie : 2015 (Jan Bakelants)
- La Roue Tourangelle : 2016 (Samuel Dumoulin)
- Trois vallées varésines : 2017 (Alexandre Geniez)
- Boucles de l'Aulne : 2012 (Sébastien Hinault), 2016 (Samuel Dumoulin), 2014, 2019 (Alexis Gougeard), 2021 (Stan Dewulf) et 2023 (Greg Van Avermaet)
- Drôme Classic : 2014 (Romain Bardet), 2015 (Samuel Dumoulin), 2019 (Alexis Vuillermoz)
- Polynormande : 2017 (Alexis Gougeard), 2019 (Benoit Cosnefroy), 2024 (Paul Lapeira)
- Tour du Jura : 2021 (Benoit Cosnefroy), 2022 (Ben O'Connor)
- Flèche brabançonne : 2023 (Dorian Godon), 2024 (Benoît Cosnefroy)
- Tour de Vénétie : 2023 (Dorian Godon)

### Courses par étapes
Victoires sur les courses de niveau WorldTour ou équivalent :
- Tour de Suisse : 1997 (Christophe Agnolutto)
- Tour de Pologne : 1997 (Rolf Jaermann)
- Tirreno-Adriatico : 1998 (Rolf Jaermann)
- Critérium du Dauphiné libéré : 1999 (Alexandre Vinokourov), 2007 (Christophe Moreau)
- Paris-Nice : 2014 (Carlos Betancur)

Victoires sur les autres courses par étapes :
- Tour du Vaucluse : 1992 (Robert Forest), 1998 (Benoît Salmon)
- Grand Prix du Midi libre : 1997 (Alberto Elli), 1999 (Benoît Salmon)
- Tour du Limousin : 1997 (Lauri Aus), 1998 (Vincent Cali), 2017 (Alexis Vuillermoz), 2019 (Benoît Cosnefroy), 2024 (Alex Baudin)
- Tour du Haut-Var/Tour des Alpes-Maritimes : 1997 (Rodolfo Massi), 2014 (Carlos Betancur), 2015 (Ben Gastauer) et 2024 (Benoît Cosnefroy)
- Tour du Poitou-Charentes : 1998 (Lauri Aus)
- Tour du Danemark : 1998 (Marc Streel)
- Tour méditerranéen : 1998 (Rodolfo Massi), 2006 (Cyril Dessel), 2010[78] (Rinaldo Nocentini)
- Tour de Calabre : 1998 (Rodolfo Massi)
- Tour de la Communauté valencienne : 1998 (Pascal Chanteur), 1999 (Alexandre Vinokourov)
- Circuit des mines : 1998 (Alexandre Vinokourov), 1999 (Artūras Kasputis)
- Quatre Jours de Dunkerque : 1998 (Alexandre Vinokourov), 2010 (Martin Elmiger), 2024 (Sam Bennett)
- Tour de l'Oise : 1998 (Alexandre Vinokourov), 1999 (Jaan Kirsipuu)
- Étoile de Bessèges : 1999 (David Lefèvre), 2004 (Laurent Bochard), 2011 (Anthony Ravard), 2018 (Tony Gallopin), 2020 (Benoit Cosnefroy)
- Tour Down Under : 2000 (Gilles Maignan), 2003 (Mikel Astarloza), 2006 (Simon Gerrans), 2007 (Martin Elmiger)
- Tour de la Somme : 2001 (Laurent Estadieu), 2005 (Erki Pütsep), 2007 (Christophe Riblon)
- Tour de l'Ain : 2002 (Christophe Oriol), 2006 (Cyril Dessel), 2007 (John Gadret) et 2013 (Romain Bardet)
- Trois Jours de Flandre-Occidentale : 2003 (Jaan Kirsipuu)
- Trois jours de Vaucluse : 2002 (Mark Scanlon)
- Critérium International : 2003 (Laurent Brochard), 2014 et 2015 (Jean-Christophe Péraud)
- Tour de Normandie : 2003 (Samuel Dumoulin)
- Herald Sun Tour : 2005, 2006[79] (Simon Gerrans)
- Tour de l'Eurométropole : 2015 (Alexis Gougeard)
- Tour de La Provence : 2018 (Alexandre Geniez)
- Circuit de la Sarthe : 2019 (Alexis Gougeard)

### Résultats sur chaque course
| Année | Tour Down Under | UAE Tour | Paris -Nice | Tirreno- Adriatico | Tour de Catalogne | Tour du Pays-Basque | Tour de Romandie | Tour d'Italie | Critérium du Dauphiné | Tour de Suisse | Tour de France | Tour de Pologne | Renewi Tour | Tour d'Espagne | Tour du Guangxi |
| ----- | --------------- | -------- | ----------- | ------------------ | ----------------- | ------------------- | ---------------- | ------------- | --------------------- | -------------- | -------------- | --------------- | ----------- | -------------- | --------------- |
| 1992  | X               | X        | 26e         | -                  | -                 | -                   | -                | -             | 18e                   | -              | -              | -               | X           | -              | X               |
| 1993  | X               | X        | 13e         | -                  | -                 | -                   | 85e              | -             | 10e                   | -              | 37e            | -               | X           | -              | X               |
| 1994  | X               | X        | 41e         | -                  | -                 | -                   | -                | -             | 3e                    | -              | 22e            | -               | X           | -              | X               |
| 1995  | X               | X        | 17e         | -                  | -                 | -                   | -                | -             | 10e                   | -              | 34e            | -               | X           | 85e            | X               |
| 1996  | X               | X        | 44e         | -                  | -                 | -                   | -                | -             | 13e                   | -              | -              | -               | X           | 21e            | X               |
| 1997  | X               | X        | 5e          | 10e                | -                 | 25e                 | 35e              | -             | 13e                   | Vainqueur      | 26e            | Vainqueur       | X           | 12e            | X               |
| 1998  | X               | X        | 5e          | Vainqueur          | 5e                | 6e                  | 31e              | 26e           | 15e                   | 29e            | 15e            | 2e              | X           | 18e            | X               |
| 1999  | 8e              | X        | 20e         | -                  | -                 | -                   | -                | -             | Vainqueur             | -              | 16e            | 22e             | X           | -              | X               |
| 2000  | Vainqueur       | X        | 15e         | -                  | -                 | -                   | -                | -             | 9e                    | -              | 32e            | 21e             | X           | -              | X               |
| 2001  | 6e              | X        | 45e         | -                  | -                 | -                   | 14e              | -             | 3e                    | -              | 17e            | 11e             | X           | -              | X               |
| 2002  | 2e              | X        | 25e         | -                  | -                 | 58e                 | -                | -             | 13e                   | 35e            | 30e            | -               | X           | 61e            | X               |
| 2003  | Vainqueur       | X        | 17e         | -                  | -                 | -                   | 10e              | -             | 6e                    | 25e            | 24e            | 4e              | X           | -              | X               |
| 2004  | 16e             | X        | 23e         | -                  | -                 | -                   | 37e              | -             | 13e                   | -              | 20e            | -               | X           | 55e            | X               |
| 2005  | 7e              | X        | 22e         | -                  | -                 | -                   | -                | -             | 14e                   | -              | 27e            | -               | X           | -              | X               |
| 2006  | Vainqueur       | X        | 18e         | 49e                | 3e                | 23e                 | 14e              | 32e           | 2e                    | 18e            | 6e             | 45e             | 65e         | 26e            | X               |
| 2007  | Vainqueur       | X        | 30e         | 25e                | 4e                | 34e                 | 11e              | 25e           | Vainqueur             | 14e            | 27e            | 17e             | 21e         | 13e            | X               |
| 2008  | 13e             | X        | 2e          | 14e                | 11e               | 61e                 | 8e               | 13e           | 6e                    | 14e            | 9e             | 18e             | 15e         | 18e            | X               |
| 2009  | 4e              | X        | 16e         | 22e                | 17e               | 21e                 | 29e              | 37e           | 14e                   | 7e             | 13e            | 15e             | 32e         | 30e            | X               |
| 2010  | 16e             | X        | 11e         | 51e                | 5e                | 42e                 | 18e              | 13e           | 7e                    | 19e            | 13e            | 80e             | 65e         | 6e             | X               |
| 2011  | 8e              | X        | 6e          | 20e                | 10e               | 41e                 | 26e              | 3e            | 7e                    | 29e            | 9e             | 6e              | 27e         | 15e            | X               |
| 2012  | 18e             | X        | 14e         | 4e                 | 40e               | 7e                  | 21e              | 11e           | 19e                   | 10e            | 12e            | 6e              | 33e         | 22e            | X               |
| 2013  | 18e             | X        | 3e          | 11e                | 25e               | 7e                  | 6e               | 5e            | -                     | 13e            | 15e            | 3e              | 33e         | 6e             | X               |
| 2014  | 15e             | X        | Vainqueur   | 4e                 | 4e                | 3e                  | 30e              | 5e            | 5e                    | 77e            | 2e             | 4e              | 13e         | 54e            | X               |
| 2015  | 6e              | X        | 14e         | 8e                 | 3e                | 14e                 | 9e               | 20e           | 6e                    | 5e             | 9e             | 7e              | 11e         | 11e            | X               |
| 2016  | 7e              | X        | 9e          | 21e                | 6e                | 14e                 | 12e              | 11e           | 2e                    | 23e            | 2e             | 28e             | 39e         | 13e            | X               |
| 2017  | 17e             | X        | 19e         | 10e                | 10e               | 15e                 | 14e              | 6e            | 6e                    | 4e             | 3e             | 6e              | 5e          | 17e            | -               |
| 2018  | 13e             | X        | 8e          | 13e                | 3e                | 13e                 | 8e               | 11e           | 3e                    | 17e            | 6e             | 15e             | 19e         | 11e            | 24e             |
| 2019  | 32e             | 19e      | 5e          | 44e                | 55e               | 61e                 | 12e              | 29e           | 10e                   | 16e            | 15e            | 6e              | 2e          | 24e            | -               |
| 2020  | 30e             | 18e      | 19e         | 17e                | X                 | X                   | X                | 16e           | 8e                    | X              | 26e            | 36e             | 17e         | 31e            | X               |
| 2021  | X               | 15e      | 9e          | 25e                | 44e               | 23e                 | 6e               | 41e           | 8e                    | 19e            | 4e             | 14e             | 26e         | 14e            | X               |
| 2022  | X               | 8e       | 10e         | 22e                | 6e                | 12e                 | 5e               | 23e           | 3e                    | 6e             | 11e            | 15e             | X           | 7e             | X               |
| 2023  | 6e              | 16e      | 11e         | 13e                | 14e               | 10e                 | 22e              | 15e           | 3e                    | 8e             | 8e             | 22e             | 16e         | 27e            | -               |
| 2024  | 8e              | 2e       | 9e          | 5e                 | 18e               | 10e                 | 22e              | 4e            | 27e                   | 10e            | 14e            | 13e             | 5e          | 2e             | 3e              |
| 2025  | 5e              | 18e      | 12e         | 31e                | 46e               | 11e                 | 12e              |               |                       |                |                |                 |             |                |                 |

| Année | Cadel Evans | Omloop Het Nieuwsblad | Strade Bianche | Milan San Remo | Classic Bruges-La Panne | E3 Saxo Bank | Gand- Wevelgem | À Travers les Flandres | Tour des Flandres | Paris Roubaix | Amstel Gold Race | La Flèche Wallonne | Liège Bastogne Liège | Eschborn Franckfurt | Classic San Sebastian | BEMER Classic | Bretagne Classic | GP Québec | GP Montréal | Tour de Lombardie |
| ----- | ----------- | --------------------- | -------------- | -------------- | ----------------------- | ------------ | -------------- | ---------------------- | ----------------- | ------------- | ---------------- | ------------------ | -------------------- | ------------------- | --------------------- | ------------- | ---------------- | --------- | ----------- | ----------------- |
| 1992  | X           | 21e                   | X              | -              | -                       | -            | -              | -                      | -                 | 45e           | -                | -                  | -                    | -                   | -                     | -             | 24e              | X         | X           | -                 |
| 1993  | X           | 76e                   | X              | -              | -                       | 60e          | 24e            | -                      | -                 | 29e           | -                | -                  | -                    | -                   | -                     | -             | 19e              | X         | X           | -                 |
| 1994  | X           | 69e                   | X              | -              | -                       | 72e          | -              | -                      | -                 | DNF           | -                | -                  | 44e                  | -                   | -                     | -             | -                | X         | X           | -                 |
| 1995  | X           | 20e                   | X              | -              | -                       | -            | 47e            | -                      | -                 | DNF           | -                | 29e                | 48e                  | -                   | -                     | -             | 30e              | X         | X           | 39e               |
| 1996  | X           | -                     | X              | -              | -                       | -            | -              | 17e                    | -                 | 16e           | -                | -                  | -                    | -                   | 25e                   | -             | 37e              | X         | X           | -                 |
| 1997  | X           | 7e                    | X              | 2e             | 48e                     | 36e          | 21e            | -                      | 29e               | 14e           | 14e              | 28e                | 40e                  | 39e                 | 16e                   | -             | 21e              | X         | X           | 53e               |
| 1998  | X           | 24e                   | X              | 10e            | -                       | 17e          | -              | -                      | 41e               | 47e           | Vainqueur        | Vainqueur          | 3e                   | -                   | 22e                   | 46e           | 12e              | X         | X           | 5e                |
| 1999  | X           | -                     | X              | 5e             | -                       | -            | 19e            | -                      | 46e               | 35e           | 5e               | 51e                | 10e                  | -                   | 32e                   | 26e           | 5e               | X         | X           | 49e               |
| 2000  | X           | 9e                    | X              | 32e            | -                       | -            | 43e            | -                      | 89e               | 34e           | 50e              | 57e                | 50e                  | -                   | 8e                    | 28e           | 20e              | X         | X           | 37e               |
| 2001  | X           | 40e                   | X              | -              | -                       | -            | -              | 4e                     | 32e               | 21e           | -                | -                  | -                    | -                   | -                     | -             | 8e               | X         | X           | -                 |
| 2002  | X           | 24e                   | X              | -              | -                       | 12e          | -              | 5e                     | -                 | 35e           | -                | -                  | -                    | -                   | 24e                   | -             | 19e              | X         | X           | -                 |
| 2003  | X           | 12e                   | X              | 26e            | -                       | 7e           | 16e            | 6e                     | -                 | 16e           | -                | -                  | 52e                  | -                   | 20e                   | 16e           | Vainqueur        | X         | X           | -                 |
| 2004  | X           | -                     | X              | 37e            | -                       | 2e           | 3e             | 2e                     | 13e               | 22e           | 25e              | 45e                | 18e                  | -                   | 26e                   | 18e           | 33e              | X         | X           | -                 |
| 2005  | X           | 44e                   | X              | -              | -                       | 15e          | -              | 10e                    | 57e               | 53e           | -                | 67e                | 68e                  | -                   | -                     | 67e           | 2e               | X         | X           | -                 |
| 2006  | X           | 19e                   | X              | 45e            | -                       | 84e          | 8e             | 3e                     | 82e               | 47e           | 41e              | 23e                | 35e                  | -                   | 26e                   | 7e            | 18e              | X         | X           | 31e               |
| 2007  | X           | 30e                   | -              | 14e            | -                       | 19e          | 10e            | 18e                    | 33e               | 22e           | 16e              | 6e                 | 15e                  | -                   | 17e                   | 14e           | 7e               | X         | X           | 22e               |
| 2008  | X           | 4e                    | 32e            | 7e             | -                       | 73e          | 28e            | 7e                     | 22e               | 32e           | 13e              | 10e                | 18e                  | 16e                 | 8e                    | 25e           | 11e              | X         | X           | 20e               |
| 2009  | X           | 26e                   | 3e             | 11e            | -                       | 39e          | 31e            | DNF                    | 9e                | 60e           | 23e              | 10e                | 15e                  | -                   | 6e                    | 24e           | 16e              | X         | X           | 20e               |
| 2010  | X           | 84e                   | 25e            | 38e            | -                       | 13e          | DNF            | 29e                    | 14e               | 9e            | 33e              | 30e                | 20e                  | -                   | 8e                    | 9e            | 28e              | 49e       | 39e         | 22e               |
| 2011  | X           | 14e                   | -              | 41e            | -                       | 8e           | 5e             | 12e                    | 17e               | 17e           | 32e              | 31e                | 39e                  | 12e                 | 21e                   | 13e           | 31e              | 45e       | 9e          | 16e               |
| 2012  | X           | 7e                    | -              | 39e            | -                       | 17e          | 37e            | 9e                     | 33e               | 19e           | 9e               | 12e                | 11e                  | -                   | 16e                   | 8e            | 20e              | 22e       | 22e         | 18e               |
| 2013  | X           | 12e                   | 3e             | 17e            | -                       | 57e          | 21e            | 27e                    | 30e               | 17e           | 23e              | 3e                 | 4e                   | 7e                  | 20e                   | 12e           | 3e               | 11e       | 16e         | 15e               |
| 2014  | X           | 25e                   | -              | 28e            | -                       | 22e          | 8e             | 10e                    | 20e               | 14e           | 33e              | 35e                | 5e                   | 34e                 | 18e                   | 11e           | 40e              | 24e       | 5e          | 10e               |
| 2015  | -           | 21e                   | 24e            | 27e            | -                       | 46e          | DNF            | 22e                    | 89e               | 26e           | 12e              | 6e                 | 6e                   | -                   | 17e                   | 32e           | 16e              | 26e       | 4e          | 15e               |
| 2016  | -           | 5e                    | 29e            | 13e            | -                       | 25e          | 65e            | 68e                    | 31e               | 28e           | 13e              | 19e                | 13e                  | 17e                 | 37e                   | 17e           | 17e              | 22e       | 20e         | 4e                |
| 2017  | 17e         | 7e                    | 12e            | 41e            | -                       | 3e           | 22e            | 6e                     | 23e               | 31e           | 13e              | 13e                | 6e                   | 14e                 | 11e                   | 10e           | 27e              | 4e        | 4e          | 4e                |
| 2018  | 13e         | 18e                   | 2e             | 26e            | -                       | 4e           | 6e             | 48e                    | 11e               | 2e            | 29e              | 9e                 | 3e                   | 3e                  | 80e                   | 33e           | Vainqueur        | 12e       | 4e          | 32e               |
| 2019  | 11e         | 10e                   | 14e            | 2e             | -                       | 8e           | 3e             | 19e                    | 7e                | 13e           | 9e               | 12e                | 21e                  | 16e                 | 35e                   | 10e           | 7e               | 10e       | 9e          | 9e                |
| 2020  | 19e         | 7e                    | 20e            | 11e            | DNF                     | -            | 14e            | -                      | 7e                | X             | X                | 2e                 | 18e                  | X                   | X                     | X             | 15e              | X         | X           | 25e               |
| 2021  | -           | 19e                   | 17e            | 13e            | 20e                     | 4e           | 12e            | 7e                     | 3e                | 32e           | 18e              | 18e                | 23e                  | 17e                 | 28e                   | X             | Vainqueur        | X         | X           | 31e               |
| 2022  | -           | 3e                    | 17e            | 30e            | -                       | 21e          | 17e            | 16e                    | 15e               | 17e           | 2e               | 13e                | 24e                  | 17e                 | 14e                   | 27e           | 7e               | Vainqueur | 16e         | 14e               |
| 2023  | 25e         | 19e                   | 44e            | 22e            | -                       | 18e          | 18e            | 13e                    | 16e               | 37e           | 21e              | 29e                | 18e                  | -                   | 20e                   | 24e           | 27e              | 36e       | 7e          | 16e               |
| 2024  | -           | 4e                    | 6e             | 20e            | -                       | 18e          | 11e            | 5e                     | 7e                | 24e           | 5e               | 4e                 | 5e                   | 42e                 | 11e                   | 20e           | 6e               | 14e       | 36e         | 27e               |
| 2025  | -           | 13e                   | 16e            | 34e            | -                       | 12e          | 21e            | 7e                     | 16e               | 7e            | 38e              | 18e                | 18e                  | -                   |                       |               |                  |           |             |                   |

| Année | GP La Marseillaise | GP de Denain | Classique Loire Atlantique | Cholet Pays de la Loire | Roue Tourangelle | Route Adélie Vitré | Paris- Camembert | Tour du Doubs | GP du Morbihan | Tro-Bro Leon | Tour du Finistère | Boucles de l'Aulne | Mercan'Tour Classic | Poly Normande | GP de Fourmies | GP d'Isbergues | Tour de Vendée |
| ----- | ------------------ | ------------ | -------------------------- | ----------------------- | ---------------- | ------------------ | ---------------- | ------------- | -------------- | ------------ | ----------------- | ------------------ | ------------------- | ------------- | -------------- | -------------- | -------------- |
| 1992  | 7e                 | 4e           | X                          | 12e                     | X                | X                  | Vainqueur        | X             | 3e             | -            | -                 | -                  | X                   | -             | 19e            | -              | 13e            |
| 1993  | 20e                | 10e          | X                          | -                       | X                | X                  | Vainqueur        | X             | 3e             | -            | -                 | -                  | X                   | -             | 26e            | Vainqueur      | -              |
| 1994  | 12e                | 11e          | X                          | 19e                     | X                | X                  | 8e               | X             | -              | -            | -                 | -                  | X                   | -             | 61e            | 13e            | 10e            |
| 1995  | 14e                | -            | X                          | 15e                     | X                | X                  | 4e               | X             | 2e             | -            | -                 | -                  | X                   | -             | 7e             | 8e             | 17e            |
| 1996  | -                  | 6e           | X                          | 14e                     | X                | -                  | 21e              | X             | 2e             | -            | -                 | -                  | X                   | -             | 12e            | 41e            | 12e            |
| 1997  | 7e                 | 5e           | X                          | Vainqueur               | X                | 10e                | 11e              | X             | Vainqueur      | -            | -                 | -                  | X                   | -             | 19e            | 3e             | Vainqueur      |
| 1998  | Vainqueur          | Vainqueur    | X                          | Vainqueur               | X                | Vainqueur          | 3e               | X             | 9e             | -            | -                 | -                  | X                   | -             | 4e             | 17e            | 3e             |
| 1999  | 3e                 | 2e           | X                          | Vainqueur               | X                | 10e                | 4e               | -             | 7e             | -            | -                 | -                  | X                   | -             | 32e            | Vainqueur      | Vainqueur      |
| 2000  | 2e                 | 9e           | -                          | 30e                     | X                | 24e                | 6e               | -             | 6e             | -            | -                 | 8e                 | X                   | -             | 5e             | 4e             | Vainqueur      |
| 2001  | 6e                 | Vainqueur    | 4e                         | 8e                      | X                | Vainqueur          | 18e              | 4e            | Vainqueur      | -            | -                 | 25e                | X                   | -             | 23e            | -              | 2e             |
| 2002  | 2e                 | 6e           | -                          | 9e                      | X                | 14e                | 2e               | 11e           | 15e            | -            | 15e               | 10e                | X                   | -             | 12e            | 2e             | 15e            |
| 2003  | 6e                 | 16e          | 12e                        | 7e                      | X                | 3e                 | Vainqueur        | -             | 3e             | -            | 3e                | 11e                | X                   | 8e            | 24e            | 13e            | Vainqueur      |
| 2004  | 12e                | 2e           | Vainqueur                  | 21e                     | -                | 15e                | 7e               | -             | 21e            | Vainqueur    | -                 | 10e                | X                   | 3e            | 27e            | 14e            | 2e             |
| 2005  | 7e                 | 3e           | 3e                         | 10e                     | -                | 4e                 | 9e               | Vainqueur     | -              | 10e          | Vainqueur         | -                  | X                   | 2e            | 3e             | 16e            | 6e             |
| 2006  | 44e                | 4e           | -                          | 4e                      | 5e               | Vainqueur          | 8e               | 7e            | 3e             | 2e           | 21e               | -                  | X                   | 10e           | 50e            | 43e            | 4e             |
| 2007  | 14e                | 8e           | -                          | 23e                     | -                | 17e                | 29e              | 4e            | Vainqueur      | 5e           | 6e                | 7e                 | X                   | 13e           | 5e             | Vainqueur      | 13e            |
| 2008  | 40e                | 9e           | -                          | 33e                     | -                | 24e                | 56e              | 18e           | 15e            | 23e          | 38e               | 4e                 | X                   | 6e            | 2e             | 10e            | 30e            |
| 2009  | 31e                | 18e          | -                          | 20e                     | -                | 5e                 | 3e               | 6e            | 3e             | 11e          | 13e               | 7e                 | X                   | 9e            | 30e            | 10e            | 8e             |
| 2010  | 14e                | 13e          | -                          | 15e                     | -                | 4e                 | 14e              | 9e            | 5e             | 3e           | 22e               | 10e                | X                   | 4e            | 18e            | 77e            | 25e            |
| 2011  | 26e                | 15e          | 25e                        | 25e                     | -                | 24e                | 10e              | 3e            | 49e            | 10e          | 17e               | 18e                | X                   | 5e            | 15e            | 8e             | 3e             |
| 2012  | 8e                 | 9e           | 17e                        | 29e                     | -                | 8e                 | 10e              | 2e            | 42e            | 5e           | 5e                | Vainqueur          | X                   | 15e           | 10e            | 6e             | 3e             |
| 2013  | 2e                 | 14e          | 2e                         | 21e                     | 3e               | 2e                 | 2e               | 5e            | Vainqueur      | 13e          | 15e               | 12e                | X                   | 5e            | 8e             | 7e             | 2e             |
| 2014  | 3e                 | 5e           | Vainqueur                  | 3e                      | 2e               | 10e                | 2e               | 5e            | 7e             | 7e           | 9e                | Vainqueur          | X                   | 11e           | 11e            | 2e             | 8e             |
| 2015  | 37e                | 5e           | Vainqueur                  | 29e                     | 6e               | 8e                 | 3e               | 15e           | Vainqueur      | 15e          | 31e               | 8e                 | X                   | 19e           | 7e             | 10e            | 25e            |
| 2016  | 13e                | 18e          | 11e                        | 4e                      | Vainqueur        | 3e                 | Vainqueur        | Vainqueur     | Vainqueur      | 10e          | 2e                | Vainqueur          | X                   | 4e            | 9e             | 28e            | 2e             |
| 2017  | 6e                 | 15e          | 5e                         | X                       | 26e              | 2e                 | 2e               | 3e            | Vainqueur      | 17e          | 3e                | 7e                 | X                   | Vainqueur     | 16e            | Vainqueur      | 11e            |
| 2018  | Vainqueur          | 3e           | 9e                         | 10e                     | 2e               | Vainqueur          | 52e              | 6e            | 3e             | 10e          | 2e                | 14e                | X                   | 6e            | 16e            | 5e             | Vainqueur      |
| 2019  | 7e                 | 9e           | 8e                         | 21e                     | 8e               | 3e                 | Vainqueur        | 4e            | Vainqueur      | 11e          | 10e               | Vainqueur          | X                   | Vainqueur     | 9e             | 10e            | 4e             |
| 2020  | Vainqueur          | X            | X                          | X                       | X                | X                  | Vainqueur        | 3e            | X              | X            | X                 | X                  | X                   | X             | 14e            | 36e            | X              |
| 2021  | Vainqueur          | 23e          | 3e                         | 4e                      | 3e               | 23e                | Vainqueur        | Vainqueur     | 5e             | 7e           | Vainqueur         | Vainqueur          | 2e                  | 2e            | X              | 8e             | 10e            |
| 2022  | 5e                 | 5e           | 4e                         | Vainqueur               | 7e               | 2e                 | 4e               | 6e            | 7e             | 9e           | 2e                | 3e                 |                     | 5e            | 8e             | 2e             | 7e             |
| 2023  | 41e                | 10e          | 10e                        | 9e                      | 22e              | 9e                 | 8e               | 3e            | 5e             | 6e           | 4e                | Vainqueur          | 2e                  | 4e            | 14e            | 31e            | 5e             |
| 2024  | 2e                 | 11e          | Vainqueur                  | Vainqueur               | 14e              | 6e                 | Vainqueur        | 2e            | Vainqueur      | 3e           | Vainqueur         | 10e                | 2e                  | Vainqueur     | 9e             | 4e             | X              |
| 2025  | 5e                 | 3e           | X                          | 31e                     | 18e              | 9e                 | 2e               | 18e           | Vainqueur      | Vainqueur    | Vainqueur         | 2e                 |                     |               |                |                |                |

| Année | Etoiles de Bessèges | Tour de La Provence | Tour des Alpes Maritimes et du Var | Circuit de la Sarthe | Route de l'Occitanie | Tour de l'Ain | Tour du Limousin | Tour du Poitou-Charentes | 4 Jours de Dukerque | Semaine Coppi e Bartali |
| ----- | ------------------- | ------------------- | ---------------------------------- | -------------------- | -------------------- | ------------- | ---------------- | ------------------------ | ------------------- | ----------------------- |
| 1992  | 31e                 | X                   | 29e                                | 3e                   | 3e                   | -             | -                | -                        | 25e                 | -                       |
| 1993  | 9e                  | X                   | 3e                                 | 4e                   | 7e                   | 8e            | -                | 5e                       | 10e                 | -                       |
| 1994  | 7e                  | X                   | 5e                                 | -                    | 12e                  | -             | -                | -                        | 15e                 | -                       |
| 1995  | 10e                 | X                   | 35e                                | 6e                   | -                    | -             | 8e               | -                        | 28e                 | -                       |
| 1996  | 19e                 | X                   | 79e                                | 9e                   | 41e                  | 7e            | 3e               | 6e                       | 5e                  | -                       |
| 1997  | 5e                  | X                   | Vainqueur                          | -                    | 8e                   | 2e            | Vainqueur        | 2e                       | 9e                  | -                       |
| 1998  | 2e                  | X                   | 2e                                 | 2e                   | 8e                   | 3e            | Vainqueur        | Vainqueur                | Vainqueur           | X                       |
| 1999  | Vainqueur           | X                   | 6e                                 | 2e                   | 9e                   | 10e           | 3e               | 3e                       | 5e                  | -                       |
| 2000  | 2e                  | X                   | 2e                                 | 7e                   | 12e                  | 5e            | 29e              | 14e                      | 2e                  | -                       |
| 2001  | 27e                 | X                   | 38e                                | 6e                   | 14e                  | 2e            | 13e              | 3e                       | 6e                  | -                       |
| 2002  | 26e                 | X                   | 9e                                 | 3e                   | 20e                  | Vainqueur     | 4e               | 26e                      | 21e                 | -                       |
| 2003  | 17e                 | X                   | 17e                                | 3e                   | 5e                   | 4e            | 5e               | 9e                       | 3e                  | -                       |
| 2004  | Vainqueur           | X                   | 20e                                | 5e                   | 15e                  | 11e           | 9e               | 4e                       | 2e                  | -                       |
| 2005  | 19e                 | X                   | 28e                                | 6e                   | 4e                   | 2e            | 2e               | 9e                       | 7e                  | -                       |
| 2006  | 5e                  | X                   | 13e                                | 7e                   | 6e                   | Vainqueur     | 10e              | 10e                      | 12e                 | 30e                     |
| 2007  | 23e                 | X                   | 2e                                 | 18e                  | 18e                  | Vainqueur     | 9e               | 9e                       | 74e                 | 63e                     |
| 2008  | 38e                 | X                   | 2e                                 | 36e                  | 6e                   | 3e            | 16e              | 5e                       | 8e                  | 33e                     |
| 2009  | 12e                 | X                   | 12e                                | 15e                  | 2e                   | 8e            | 4e               | 4e                       | 11e                 | -                       |
| 2010  | 5e                  | X                   | 25e                                | 5e                   | 6e                   | 11e           | 18e              | 3e                       | Vainqueur           | -                       |
| 2011  | Vainqueur           | X                   | 3e                                 | 2e                   | 12e                  | 7e            | 9e               | 4e                       | 13e                 | -                       |
| 2012  | 5e                  | X                   | 8e                                 | 42e                  | 2e                   | 7e            | 4e               | 4e                       | 10e                 | -                       |
| 2013  | 7e                  | X                   | 6e                                 | 18e                  | 3e                   | Vainqueur     | 6e               | 16e                      | 6e                  | -                       |
| 2014  | 30e                 | X                   | Vainqueur                          | 15e                  | 10e                  | 2e            | 32e              | 30e                      | 4e                  | -                       |
| 2015  | 4e                  | X                   | Vainqueur                          | 7e                   | 3e                   | 3e            | 9e               | 12e                      | 5e                  | -                       |
| 2016  | 7e                  | 9e                  | 6e                                 | 14e                  | 26e                  | 3e            | 3e               | 12e                      | 7e                  | -                       |
| 2017  | 4e                  | 3e                  | 13e                                | 12e                  | 10e                  | 3e            | Vainqueur        | 8e                       | 3e                  | -                       |
| 2018  | Vainqueur           | Vainqueur           | 2e                                 | 5e                   | 7e                   | 5e            | 26e              | 6e                       | 4e                  | -                       |
| 2019  | 16e                 | 3e                  | 2e                                 | Vainqueur            | 4e                   | 2e            | Vainqueur        | 2e                       | 19e                 | -                       |
| 2020  | Vainqueur           | 11e                 | 2e                                 | X                    | 8e                   | 14e           | 20e              | 5e                       | X                   | -                       |
| 2021  | 7e                  | 12e                 | 5e                                 | X                    | 18e                  | 6e            | 22e              | 10e                      | X                   | -                       |
| 2022  | 14e                 | 8e                  | 11e                                | 2e                   | 53e                  | 4e            | 3e               | 10e                      | 2e                  | -                       |
| 2023  | 16e                 | X                   | 2e                                 | -                    | 11e                  | 3e            | 2e               | 23e                      | 13e                 | -                       |
| 2024  | 6e                  | 4e                  | Vainqueur                          | 4e                   | X                    | 4e            | Vainqueur        | 4e                       | Vainqueur           | -                       |
| 2025  |                     |                     |                                    |                      |                      |               |                  |                          |                     |                         |

### Championnats nationaux
Route :

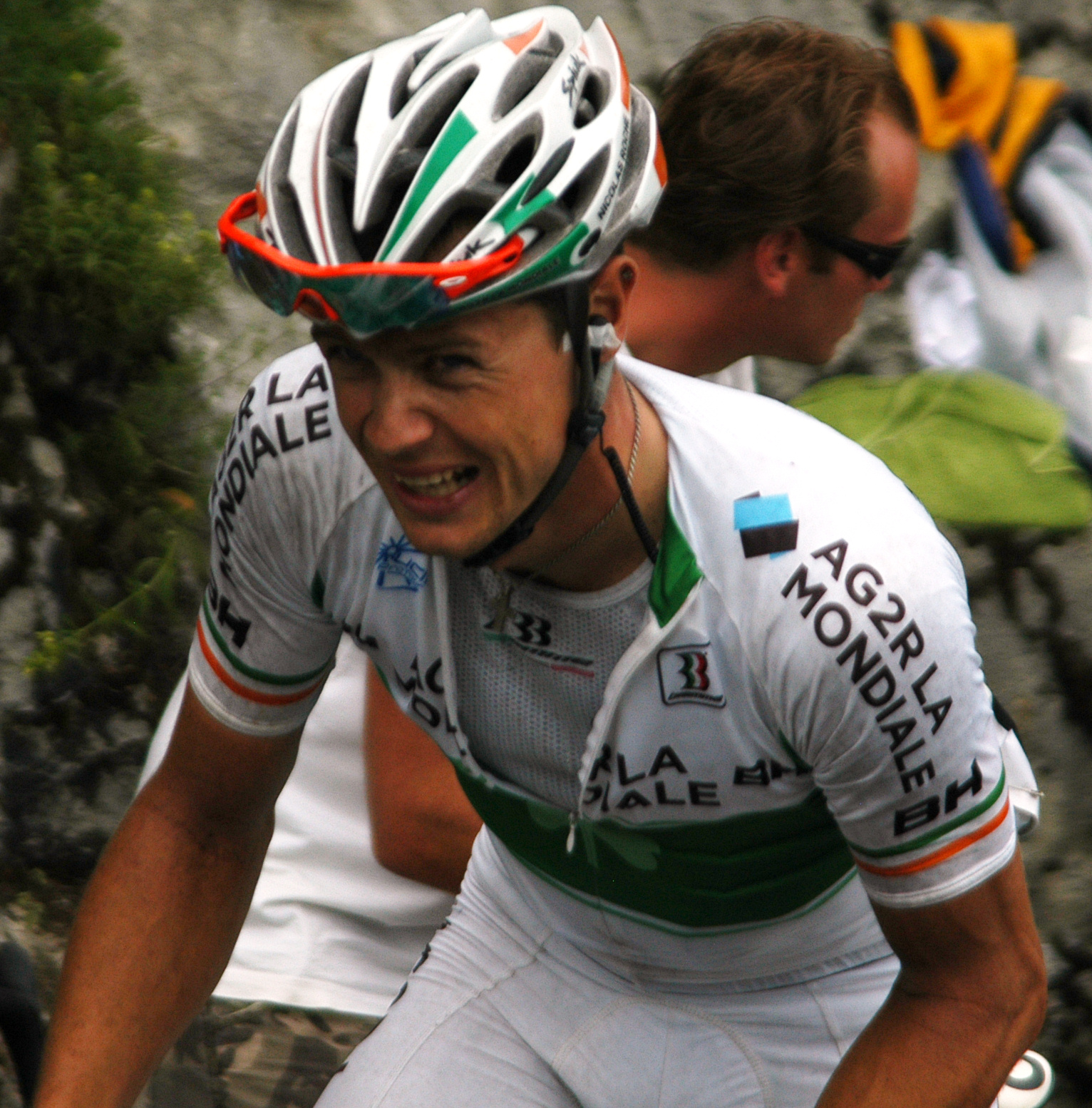
Nicolas Roche vêtu du maillot de champion d'Irlande

- Championnats de Belgique sur route : 3
  - Course en ligne : 2001 (Ludovic Capelle) et 2017 (Oliver Naesen)
  - Contre-la-montre : 1997 (Marc Streel)
- Championnats de Biélorussie sur route : 1
  - Course en ligne : 2014 (Yauheni Hutarovich)
- Championnats du Canada sur route : 1
  - Contre-la-montre : 2015 (Hugo Houle)
- Championnats d'Estonie sur route : 13
  - Course en ligne : 2000 (Lauri Aus); 1998, 1999, 2002 (Jaan Kirsipuu); 2004 et 2006 (Erki Pütsep)
  - Contre-la-montre : 2000 (Lauri Aus); 1998, 2001, 2002, 2003, 2004 (Jaan Kirsipuu) et 2008 (Tanel Kangert)
- Championnats de Finlande sur route : 1
  - Course en ligne : 2024 (Jaakko Hänninen)
- Championnats de France sur route : 9
  - Course en ligne : 1997 (Stéphane Barthe), 2007 (Christophe Moreau), 2024 (Paul Lapeira) et 2025 (Dorian Godon)
  - Contre-la-montre : 1999 (Gilles Maignan), 2017, 2018 (Pierre Latour), 2024  et 2025 (Bruno Armirail)
- Championnats d'Irlande sur route : 2
  - Course en ligne : 2003 (Mark Scanlon) et 2009 (Nicolas Roche)
- Championnats de Lituanie sur route : 3
  - Course en ligne : 2018 (Gediminas Bagdonas)
  - Contre-la-montre : 2018 et 2019 (Gediminas Bagdonas)
- Championnats du Luxembourg sur route : 1
  - Contre-la-montre : 2022 (Bob Jungels)
- Championnats de Moldavie sur route : 1
  - Course en ligne : 2008 (Alexandr Pliuschin)
- Championnats de Suisse sur route : 1
  - Course en ligne : 2010 (Martin Elmiger)
- Championnats d'Ukraine sur route : 1
  - Contre-la-montre : 2004 (Yuriy Krivtsov)

Cyclo-cross :
- Championnats de France de cyclo-cross : 5
  - 2006 : John Gadret ; 2019, 2020, 2021 et 2023 : Clément Venturini

Piste :
- Championnat de France de demi-fond : 1
  - 2005 : Samuel Dumoulin
- Champion de France de poursuite par équipes : 1 
  - 2021 : Marc Sarreau
- Champion de France du scratch : 1 
  - 2021 : Marc Sarreau

### Coupe de France
Classement général individuel : 7
- 1999, 2003 (Jaan Kirsipuu)
- 2006 (Lloyd Mondory)
- 2013, 2016 (Samuel Dumoulin)
- 2021 (Dorian Godon)
- 2024 (Benoît Cosnefroy)

Classement du meilleur jeune : 5
- 2006 (Lloyd Mondory)
- 2019, 2020 (Benoit Cosnefroy)
- 2021 (Dorian Godon)
- 2024 (Paul Lapeira)

Classement par équipes : 5
- 1998, 2019, 2020, 2021 et 2024

## Bilan sur les grands tours
- Tour de France
  - 31 participations (1993, 1994, 1995, 1997, 1998, 1999, 2000, 2001, 2002, 2003, 2004, 2005, 2006, 2007, 2008, 2009, 2010, 2011, 2012, 2013, 2014, 2015, 2016, 2017, 2018, 2019, 2020, 2021, 2022, 2023, 2024)
  - 22 victoires d'étapes
    - 2 en 1998 : Jacky Durand, Rodolfo Massi
    - 1 en 1999 : Jaan Kirsipuu
    - 1 en 2000 : Christophe Agnolutto
    - 1 en 2001 : Jaan Kirsipuu
    - 1 en 2002 : Jaan Kirsipuu
    - 2 en 2004 : Jaan Kirsipuu, Jean-Patrick Nazon
    - 1 en 2006 : Sylvain Calzati
    - 2 en 2008 : Cyril Dessel, Vladimir Efimkin
    - 1 en 2010 : Christophe Riblon
    - 1 en 2013 : Christophe Riblon
    - 1 en 2014 : Blel Kadri
    - 2 en 2015 : Alexis Vuillermoz, Romain Bardet
    - 1 en 2016 : Romain Bardet
    - 1 en 2017 : Romain Bardet
    - 1 en 2020 : Nans Peters
    - 1 en 2021 : Ben O'Connor
    - 1 en 2022 : Bob Jungels
    - 1 en 2023 : Felix Gall

  - Meilleur classement individuel : 2e pour Jean-Christophe Péraud en 2014 et Romain Bardet en 2016
  - 6 classements annexes : 
    - Prix de la combativité : Jacky Durand en 1998 et Romain Bardet en 2015
    - Classement du meilleur jeune : Benoît Salmon en 1999 et Pierre Latour en 2018
    - Classement par équipes : 2014
    - Grand Prix de la montagne : Romain Bardet en 2019

- Tour d'Italie
  - 20 participations (1998, 2006, 2007, 2008, 2009, 2010, 2011, 2012, 2013, 2014, 2015, 2016, 2017, 2018, 2019, 2020, 2021, 2022, 2023, 2024)
  - 7 victoires d'étapes
    - 1 en 2006 : Tomas Vaitkus
    - 1 en 2011 : John Gadret
    - 1 en 2019 : Nans Peters
    - 1 en 2021 : Andrea Vendrame
    - 1 en 2023 : Aurélien Paret-Peintre
    - 2 en 2024 : Valentin Paret-Peintre, Andrea Vendrame

  - Meilleur classement individuel : 3e pour John Gadret en 2011
  - 3 classements annexes :
    - Classement du meilleur jeune : Carlos Betancur en 2013
    - Grand Prix de la montagne : Geoffrey Bouchard en 2021
    - Classement par équipes : 2024

- Tour d'Espagne
  - 25 participations (1995, 1996, 1997, 1998, 2002, 2004, 2006, 2007, 2008, 2009, 2010, 2011, 2012, 2013, 2014, 2015, 2016, 2017, 2018, 2019, 2020, 2021, 2022, 2023, 2024)
  - 8 victoires d'étapes
    - 1 en 1998 : Jaan Kirsipuu
    - 1 en 2006 : José Luis Arrieta
    - 1 en 2015 : Alexis Gougeard
    - 1 en 2016 : Pierre Latour
    - 2 en 2018 : Tony Gallopin, Alexandre Geniez
    - 1 en 2021 : Clément Champoussin
    - 1 en 2024 : Ben O'Connor

  - Meilleur classement individuel : 2e pour Ben O'Connor en 2024
  - 1 classement annexe :
    - Grand Prix de la montagne : Geoffrey Bouchard en 2019

## Classements UCI

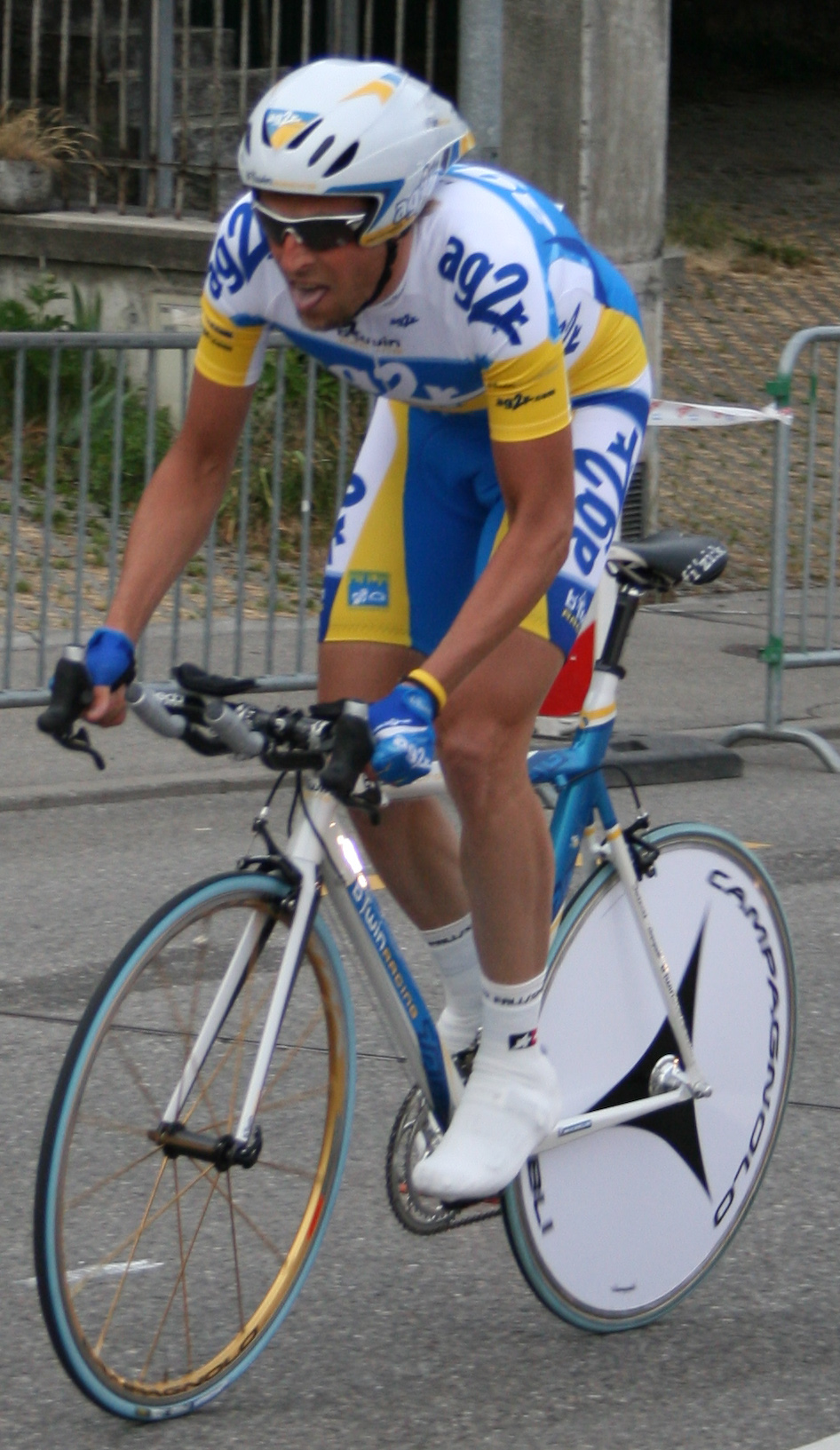
Christophe Moreau durant le Tour de Romandie 2007

Jusqu'en 1998, les équipes cyclistes sont classées par l'UCI dans une division unique. En 1999 le classement UCI par équipes est divisé entre GSI, GSII et GSIII. D'abord classée parmi les Groupes Sportifs I, soit la première division des équipes cyclistes professionnelles, l'équipe Casino devenue AG2R descend en GSII en 2001, puis remonte en GSI dès l'année suivante. Les classements détaillés ci-dessous pour cette période sont ceux de la formation Casino/AG2R en fin de saison. Les coureurs demeurent en revanche dans un classement unique.
| Saison | Classement par équipes | Meilleur coureur au classement individuel |
| ------ | ---------------------- | ----------------------------------------- |
| 1992   |                        | Patrice Esnault (240e)                    |
| 1993   |                        | Eric Caritoux (132e)                      |
| 1994   |                        | Artūras Kasputis (139e)                   |
| 1995   | 29e                    | Artūras Kasputis (159e)                   |
| 1996   | 26e                    | Pascal Chanteur (87e)                     |
| 1997   | 12e                    | Alberto Elli (25e)                        |
| 1998   | 2e                     | Alberto Elli (19e)                        |
| 1999   | 12e                    | Jaan Kirsipuu (11e)                       |
| 2000   | 22e                    | Jaan Kirsipuu (48e)                       |
| 2001   | 2e (GSII)              | Jaan Kirsipuu (14e)                       |
| 2002   | 26e                    | Jaan Kirsipuu (47e)                       |
| 2003   | 15e                    | Laurent Brochard (24e)                    |
| 2004   | 21e                    | Laurent Brochard (41e)                    |

En 2005, AG2R Prévoyance ne fait pas partie des vingt équipes participant au ProTour et est classée à l'UCI Europe Tour. Ses coureurs sont à nouveau classés dans les circuits continentaux à partir de 2016.
UCI America Tour
| UCI America Tour | UCI America Tour       | UCI America Tour                          | UCI America Tour |
| Année            | Classement par équipes | Meilleur coureur au classement individuel |                  |
| ---------------- | ---------------------- | ----------------------------------------- | ---------------- |
| 2016             | -                      | Hugo Houle (101e)                         |                  |
| 2019             | -                      | Lawrence Warbasse (45e)                   |                  |
| 2020             | -                      | Lawrence Warbasse (23e)                   |                  |
| 2021             | -                      | Lawrence Warbasse (96e)                   |                  |
| 2022             | -                      | Lawrence Warbasse (295e)                  |                  |
| 2023             | -                      | Lawrence Warbasse (87e)                   |                  |
| 2024             | -                      | Lawrence Warbasse (46e)                   |                  |
|                  |                        |                                           |                  |
| Source : UCI     |                        |                                           |                  |

UCI Asia Tour
| UCI Asia Tour | UCI Asia Tour          | UCI Asia Tour                             | UCI Asia Tour |
| Année         | Classement par équipes | Meilleur coureur au classement individuel |               |
| ------------- | ---------------------- | ----------------------------------------- | ------------- |
| 2016          | -                      | Romain Bardet (35e)                       |               |
| 2017          | -                      | Romain Bardet (104e)                      |               |
| 2018          | -                      | Romain Bardet (124e)                      |               |
|               |                        |                                           |               |
| Source : UCI  |                        |                                           |               |

UCI Europe Tour
| UCI Europe Tour | UCI Europe Tour        | UCI Europe Tour                           | UCI Europe Tour |
| Année           | Classement par équipes | Meilleur coureur au classement individuel |                 |
| --------------- | ---------------------- | ----------------------------------------- | --------------- |
| 2005            | 2e                     | Tomas Vaitkus (15e)                       |                 |
| 2016            | -                      | Samuel Dumoulin (6e)                      |                 |
| 2017            | -                      | Rudy Barbier (39e)                        |                 |
| 2018            | -                      | Romain Bardet (45e)                       |                 |
| 2019            | -                      | Oliver Naesen (13e)                       |                 |
| 2020            | -                      | Benoît Cosnefroy (26e)                    |                 |
| 2021            | -                      | Benoît Cosnefroy (36e)                    |                 |
| 2022            | -                      | Benoît Cosnefroy (14e)                    |                 |
| 2023            | -                      | Felix Gall (30e)                          |                 |
| 2024            | -                      | Benoît Cosnefroy (30e)                    |                 |
|                 |                        |                                           |                 |
| Source : UCI    |                        |                                           |                 |

UCI Oceania Tour
| UCI Oceania Tour | UCI Oceania Tour       | UCI Oceania Tour                          | UCI Oceania Tour |
| Année            | Classement par équipes | Meilleur coureur au classement individuel |                  |
| ---------------- | ---------------------- | ----------------------------------------- | ---------------- |
| 2016             | -                      | Jesse Sergent (77e)                       |                  |
| 2021             | -                      | Ben O'Connor (2e)                         |                  |
| 2022             | -                      | Ben O'Connor (3e)                         |                  |
| 2023             | -                      | Ben O'Connor (4e)                         |                  |
|                  |                        |                                           |                  |
| Source : UCI     |                        |                                           |                  |

À compter de 2006, l'équipe AG2R Prévoyance intègre le ProTour. Le tableau ci-dessous présente les classements de l'équipe sur ce circuit, ainsi que son meilleur coureur au classement individuel.
| Saison | Classement par équipes | Meilleur coureur au classement individuel |
| ------ | ---------------------- | ----------------------------------------- |
| 2006   | 15e                    | Christophe Moreau (13e)                   |
| 2007   | 4e                     | Christophe Moreau (19e)                   |
| 2008   | 13e                    | Cyril Dessel (48e)                        |

En 2009, le classement du ProTour est remplacé par le Calendrier mondial UCI.
| Calendrier mondial | Calendrier mondial     | Calendrier mondial                        | Calendrier mondial |
| Année              | Classement par équipes | Meilleur coureur au classement individuel |                    |
| ------------------ | ---------------------- | ----------------------------------------- | ------------------ |
| 2009               | 17e                    | Tadej Valjavec (65e)                      |                    |
| 2010               | 18e                    | Nicolas Roche (32e)                       |                    |
|                    |                        |                                           |                    |
| Source : UCI       |                        |                                           |                    |

En 2011, le Calendrier mondial UCI est remplacé par l'UCI World Tour.
| UCI World Tour | UCI World Tour         | UCI World Tour                            | UCI World Tour |
| Année          | Classement par équipes | Meilleur coureur au classement individuel |                |
| -------------- | ---------------------- | ----------------------------------------- | -------------- |
| 2011           | 15e                    | Jean-Christophe Péraud (25e)              |                |
| 2012           | 17e                    | Rinaldo Nocentini (30e)                   |                |
| 2013           | 12e                    | Carlos Betancur (14e)                     |                |
| 2014           | 7e                     | Jean-Christophe Péraud (10e)              |                |
| 2015           | 11e                    | Domenico Pozzovivo (18e)                  |                |
| 2016           | 13e                    | Romain Bardet (8e)                        |                |
| 2017           | 9e                     | Romain Bardet (19e)                       |                |
| 2018           | 11e                    | Romain Bardet (14e)                       |                |
|                |                        |                                           |                |
| Source : UCI   |                        |                                           |                |

En 2016, le Classement mondial UCI qui prend en compte toutes les épreuves UCI est mis en place parallèlement à l'UCI World Tour et aux circuits continentaux. Il remplace définitivement l'UCI World Tour en 2019.
| Classement mondial | Classement mondial     | Classement mondial                        | Classement mondial |
| Année              | Classement par équipes | Meilleur coureur au classement individuel |                    |
| ------------------ | ---------------------- | ----------------------------------------- | ------------------ |
| 2016               | -                      | Romain Bardet (6e)                        |                    |
| 2017               | -                      | Romain Bardet (34e)                       |                    |
| 2018               | -                      | Romain Bardet (10e)                       |                    |
| 2019               | 14e                    | Oliver Naesen (14e)                       |                    |
| 2020               | 15e                    | Benoît Cosnefroy (30e)                    |                    |
| 2021               | 8e                     | Ben O'Connor (40e)                        |                    |
| 2022               | 15e                    | Benoît Cosnefroy (18e)                    |                    |
| 2023               | 18e                    | Felix Gall (33e)                          |                    |
| 2024               | 6e                     | Ben O'Connor (4e)                         |                    |
|                    |                        |                                           |                    |
| Source : UCI       |                        |                                           |                    |

## Decathlon AG2R La Mondiale en 2025
| Effectif 2025            | Effectif 2025     | Effectif 2025 | Effectif 2025                                 |
| Cycliste                 | Date de naissance | Pays          | Équipe précédente                             |
| ------------------------ | ----------------- | ------------- | --------------------------------------------- |
| Bruno Armirail           | 11 avril 1994     | France        | Groupama-FDJ (2023)                           |
| Sam Bennett              | 16 octobre 1990   | Irlande       | Bora-Hansgrohe (2023)                         |
| Clément Berthet          | 2 août 1997       | France        | Delko (2021)                                  |
| Léo Bisiaux              | 14 février 2005   | France        | Decathlon AG2R La Mondiale Development (2024) |
| Stefan Bissegger         | 13 septembre 1998 | Suisse        | EF Education-EasyPost (2024)                  |
| Geoffrey Bouchard        | 1 avril 1992      | France        | CR4C Roanne (2018)                            |
| Oscar Chamberlain        | 15 janvier 2005   | Australie     | Decathlon AG2R La Mondiale Development (2024) |
| Benoît Cosnefroy         | 17 octobre 1995   | France        | Chambéry CF (2017)                            |
| Dries De Bondt           | 4 juillet 1991    | Belgique      | Alpecin-Deceuninck (2023)                     |
| Sander De Pestel         | 11 octobre 1998   | Belgique      | Team Flanders-Baloise (2023)                  |
| Stan Dewulf              | 20 décembre 1997  | Belgique      | Lotto-Soudal (2020)                           |
| Felix Gall               | 27 février 1998   | Autriche      | Team DSM (2021)                               |
| Pierre Gautherat         | 16 janvier 2003   | France        | SCO Dijon (2022)                              |
| Dorian Godon             | 25 mai 1996       | France        | Cofidis, Solutions Crédits (2018)             |
| Tord Gudmestad           | 8 mai 2001        | Norvège       | Uno-X Mobility (2024)                         |
| Noa Isidore              | 17 septembre 2004 | France        | Decathlon AG2R La Mondiale Development (2024) |
| Jordan Labrosse          | 15 septembre 2002 | France        | AG2R Citroën U23 Team (2023)                  |
| Victor Lafay             | 17 janvier 1996   | France        | Cofidis (2023)                                |
| Paul Lapeira             | 25 mai 2000       | France        | AG2R Citroën U23 Team (2021)                  |
| Oliver Naesen            | 16 septembre 1990 | Belgique      | IAM Cycling (2016)                            |
| Aurélien Paret-Peintre   | 27 février 1996   | France        | Chambéry CF (2018)                            |
| Rasmus Søjberg           | 9 juillet 2002    | Danemark      | Decathlon AG2R La Mondiale Development (2024) |
| Nans Peters              | 12 mars 1994      | France        | Chambéry CF (2016)                            |
| Gianluca Pollefliet      | 28 janvier 2002   | Belgique      | Lotto Dstny Development Team (2023)           |
| Nicolas Prodhomme        | 1 février 1997    | France        | VC Villefranche Beaujolais (2020)             |
| Callum Scotson           | 10 août 1996      | Australie     | Team Jayco AlUla (2024)                       |
| Paul Seixas              | 24 septembre 2006 | France        | Decathlon AG2R La Mondiale U19 Team (2024)    |
| Johannes Staune-Mittet   | 18 janvier 2002   | Norvège       | Team Visma \| Lease a Bike (2024)             |
| Bastien Tronchon         | 29 mars 2002      | France        | AG2R Citroën U23 Team (2022)                  |
| Andrea Vendrame          | 20 juillet 1994   | Italie        | Androni Giocattoli-Sidermec (2019)            |
|                          |                   |               |                                               |
| Source : ProCyclingStats |                   |               |                                               |

Victoires
| Victoires | Victoires                                 | Victoires | Victoires | Victoires         | Victoires |
| Date      | Course                                    | Pays      | Classe    | Vainqueur         |           |
| --------- | ----------------------------------------- | --------- | --------- | ----------------- | --------- |
| 14 fév.   | 1re étape du Tour de la Provence          | France    | 2.1       | Sam Bennett       |           |
| 16 fév.   | 3e étape du Tour de la Provence           | France    | 2.1       | Sam Bennett       |           |
| 23 fév.   | 2e étape du Tour des Alpes-Maritimes      | France    | 2.1       | Dorian Godon      |           |
| 12 mars   | 3e étape, Tirreno-Adriatico               | Italie    | 2.UWT     | Andrea Vendrame   |           |
| 8 avr.    | 1re étape, Région Pays de la Loire Tour   | France    | 2.1       | Sam Bennett       |           |
| 10 avr.   | 3e étape, Région Pays de la Loire Tour    | France    | 2.1       | Sam Bennett       |           |
| 25 avr.   | 5e étape du Tour des Alpes                | Autriche  | 2.Pro     | Nicolas Prodhomme |           |
| 9 mai     | Tour du Finistère                         | France    | 1.1       | Aubin Sparfel     |           |
| 10 mai    | Grand Prix du Morbihan                    | France    | 1.Pro     | Benoît Cosnefroy  |           |
| 11 mai    | Tro Bro Leon                              | France    | 1.Pro     | Bastien Tronchon  |           |
| 16 mai    | 3e étape des Quatre Jours de Dunkerque    | France    | 2.Pro     | Pierre Gautherat  |           |
| 30 mai    | 19e étape du Tour d'Italie                | Italie    | 2.UWT     | Nicolas Prodhomme |           |
| 20 juin   | 3e étape de La Route d'Occitanie          | France    | 2.1       | Nicolas Prodhomme |           |
| 21 juin   | Classement général, La Route d'Occitanie  | France    | 2.1       | Nicolas Prodhomme |           |
| 26 juin   | Championnat de France du contre-la-montre | France    | CN        | Bruno Armirail    |           |
| 29 juin   | Championnat de France sur route           | France    | CN        | Dorian Godon      |           |
| 5 août    | 2e étape du Tour de Pologne               | Pologne   | 2.UWT     | Paul Lapeira      |           |
| 7 août    | 3e étape du Tour de Burgos                | Espagne   | 2.Pro     | Léo Bisiaux       |           |
| 7 août    | 2e étape du Tour de l'Ain                 | France    | 2.1       | Nicolas Prodhomme |           |

## Saisons précédentes
| - Chazal-Vanille et Mûre en 1992 - Chazal-Vetta en 1993 - Chazal-MBK-König en 1994 - Chazal-MBK-König en 1995 - Petit Casino-C'est votre équipe en 1996 - Casino-C'est votre équipe en 1997 - Casino en 1998 - Casino en 1999 - AG2R Prévoyance en 2000 - AG2R Prévoyance en 2001 - AG2R Prévoyance en 2002 | - AG2R Prévoyance en 2003 - AG2R Prévoyance en 2004 - AG2R Prévoyance en 2005 - AG2R Prévoyance en 2006 - AG2R Prévoyance en 2007 - AG2R-La Mondiale en 2008 - AG2R La Mondiale en 2009 - AG2R La Mondiale en 2010 - AG2R La Mondiale en 2011 - AG2R La Mondiale en 2012 - AG2R La Mondiale en 2013 | - AG2R La Mondiale en 2014 - AG2R La Mondiale en 2015 - AG2R La Mondiale en 2016 - AG2R La Mondiale en 2017 - AG2R La Mondiale en 2018 - AG2R La Mondiale en 2019 - AG2R La Mondiale en 2020 - AG2R Citroën en 2021 - AG2R Citroën en 2022 - AG2R Citroën en 2023 - Decathlon AG2R La Mondiale en 2024 |